# Solms (Adelsgeschlecht)

Wappen der Grafen zu Solms

Das Haus Solms ist ein weitverzweigtes Grafen- und Fürstengeschlecht des deutschen Hochadels.
Der Sitz der Edelherren von Solms war seit etwa 1100 die Burg Solms im Stadtteil Burgsolms der heutigen Stadt Solms. Ihre Nachfahren (das heutige Haus Solms) gehen im Mannesstamm mit hoher Wahrscheinlichkeit über die Grafen von Luxemburg auf die mächtigen Ardenner Grafen zurück und zählen damit zu den ältesten europäischen Adelsgeschlechtern. Im Hoch- und Spätmittelalter gelang es ihnen mit Mühe, ihre regionale Stellung in den mittelhessischen Stammlanden gegen die mächtigen Nachbarn Nassau und Hessen zu behaupten. Später fielen ihnen durch Erbschaft umfangreiche Gebiete in der hart umkämpften Wetterau zu. Trotz starker Zersplitterung in verschiedene Seitenlinien gingen sie aus den Territorialkonflikten als Geschlecht von überregionaler Bedeutung hervor. 1806 wurde das Haus Solms mediatisiert. Bis zur rechtlichen Abschaffung der Vorrechte des Adels im Jahr 1919 zählten seine Angehörigen zu den Standesherren und galten damit den weiterhin regierenden Fürstenhäusern gegenüber als „ebenbürtig“.

## Geschichte
Die vorhandenen Urkunden und Dokumente lassen keine eindeutige Bestimmung der Abkunft der Solmser zu. Darum bestehen verschiedene Theorien über den Ursprung des Geschlechts. Lange suchte man diesen bei den Grafen von Nassau, was jedoch fraglich ist. Die aktuelle Forschung folgt am ehesten der Annahme des Historikers Friedrich Uhlhorn, nach dem die Solmser Grafschaft territorialgeschichtlich aus der alten Grafschaft Gleiberg hervorgegangen ist.
Der älteste Eigenbesitz (Allod) der Edlen von Solms befand sich im Norden im Raum Königsberg/Hohensolms/Frankenbach (Adelsmark Bensburg) sowie im Süden am Solmsbach bei Burgsolms.
Ursprünglich als Vögte des Hochstiftes Worms im Solms- und Iserbachtal eingesetzt, gelang ihnen die Aneignung dieses Gebietes. 1129 wird erstmals ein Edelherr Marquardus de Sulmese, als Zeuge in der Stiftungsurkunde des Klosters Schiffenberg genannt, der damit der erste nachgewiesene Solmser ist. Seine Erbtochter vermählte sich mit dem Luxemburg-Gleiberger Grafen Otto, Miterbe der Gleiberger Grafschaft, welcher daraufhin ihren Namen annahm und als Stammvater des Hauses Solms zu betrachten ist. Auf diese Weise erlangten die Solmser die Grafenrechte und traten gemeinsam mit den Herren von Merenberg und den Pfalzgrafen von Tübingen das Erbe der Grafen von Luxemburg-Gleiberg im mittleren Lahntal an. 1212 taucht zudem ein nicht näher bezeichneter Graf Heinrich in den Urkunden auf. Da sich die Urkunde auf Güter in Oberweidbach bezieht, das im von den Solmsern beherrschten Erdagau lag, lässt er sich ebenfalls der Familie zuordnen. In welchem Verwandtschaftsverhältnis zu Otto er stand, ist jedoch nicht bekannt. Des Weiteren werden 1226 die Grafenbrüder Heinrich und Marquard von Solms genannt. Sie gelten als Enkel Ottos.
Um 1250 wurde die Grafschaft in die Territorien Solms-Burgsolms (bis 1415), Solms-Königsberg (bis 1363) und Solms-Braunfels geteilt. Während des Hochmittelalters war es ein wesentliches Ziel der Solmser, die Kontrolle über die „Cölnische Hohe Heer- und Geleitstraße“, die von Frankfurt am Main über Wetzlar nach Köln führte und durch Solmser Gebiet verlief, zu erlangen. Weitere Ziele waren die Kontrolle über das Reichskloster Altenberg bei Wetzlar sowie über die Reichsstadt Wetzlar selbst, was sie vor allem im 14. Jahrhundert mit den benachbarten Dynasten in Fehden verwickelte.

### Frühe Linien: Burgsolms, Königsberg-Hohensolms und Braunfels

#### Burgsolms
Um das Jahr 1100 errichteten die Edlen von Solms ihren Sitz in Burgsolms. Die Solmser, die, seit 1223 bezeugt, den Grafentitel trugen, bauten dort einen von ihnen bewohnten befestigten Hof zu einer Wasserburg aus. 1376 nutzte Graf Johann IV. von Solms-Burgsolms die Unruhen innerhalb Wetzlars aus, um sich der Stadt zu bemächtigen. Kaiser Karl IV. hatte ihn beauftragt, den alten Rat wieder einzusetzen, jedoch übernahm der Graf die Stadtherrschaft selbst. Erst 1379 konnten die Wetzlarer Johann wieder vertreiben. 1384 wurde die stark befestigte Burg nach einer weiteren Fehde mit der freien Reichsstadt Wetzlar auf deren Betreiben vom Rheinischen Städtebund belagert. Graf Johann IV. von Solms-Burgsolms floh auf die benachbarte Burg Greifenstein. Die Stammburg Solms wurde durch den Städtebund zerstört und nicht wieder aufgebaut. Als dann 1415 mit Johann IV. die Linie Solms-Burgsolms erlosch, fiel ihr gesamter Besitz an die Braunfelser als einzige verbliebene Linie.

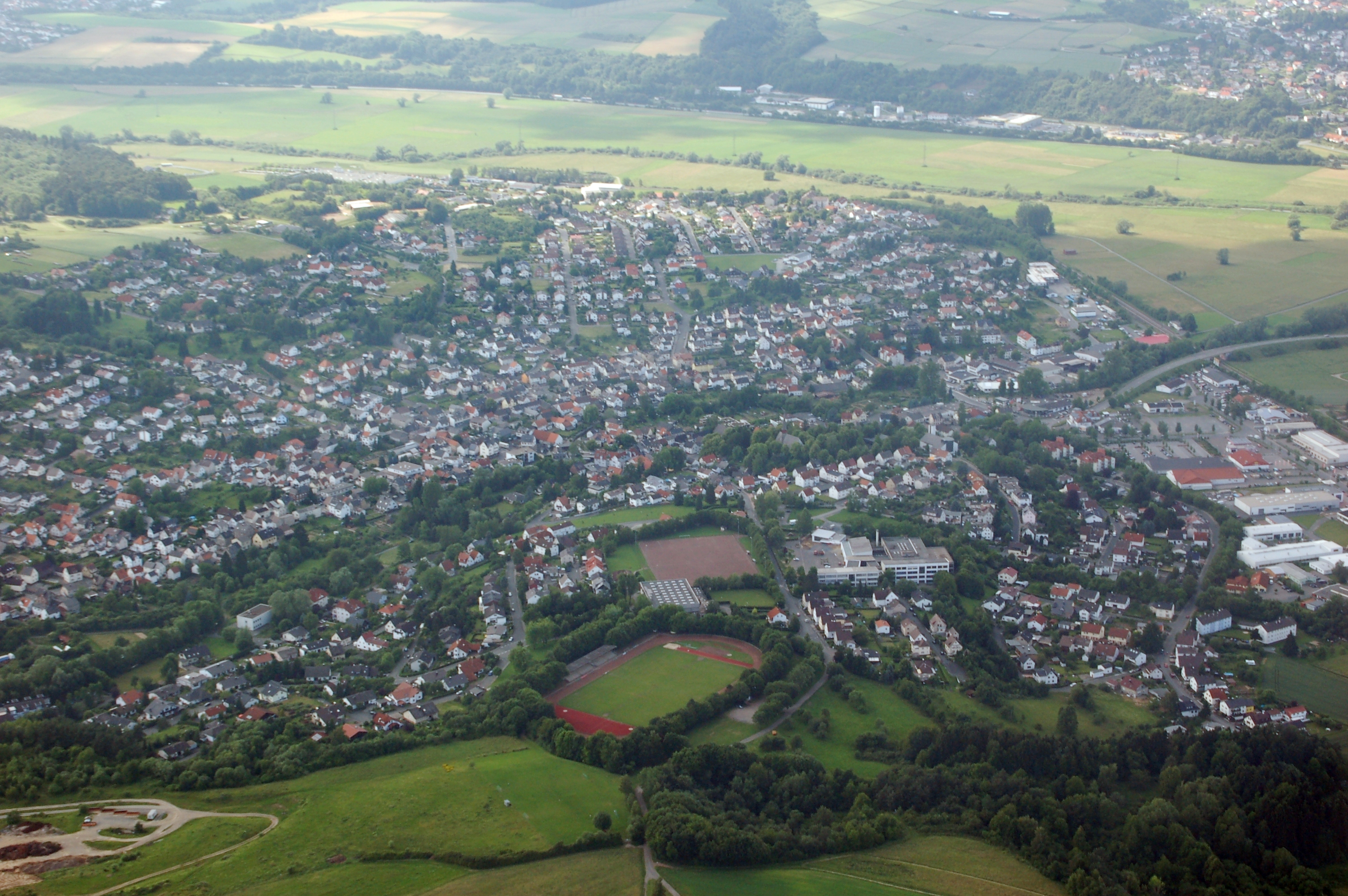
Burgsolms, Hessen
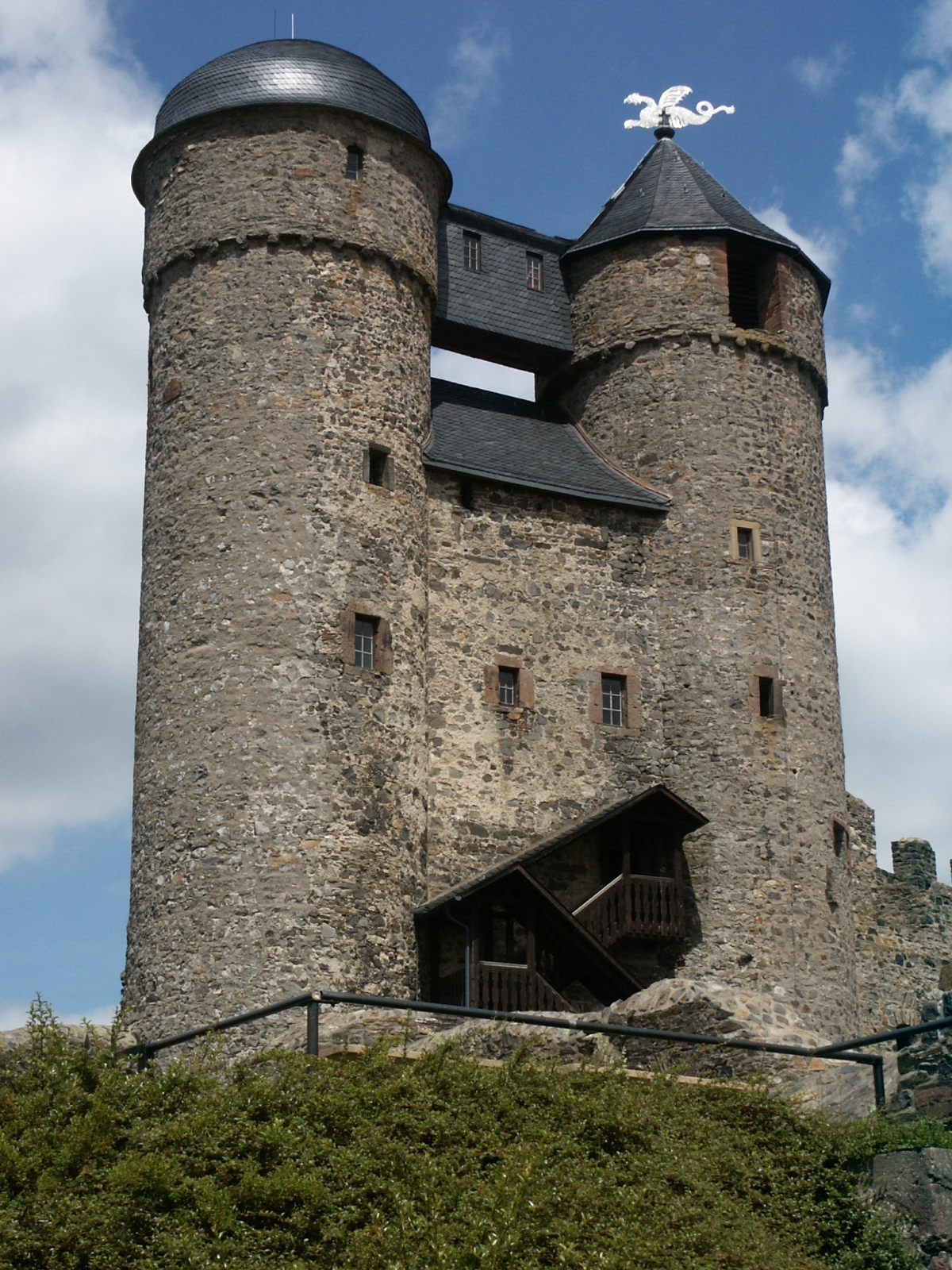
Burgruine Greifenstein

#### Königsberg-Hohensolms
Die Burg Königsberg wurde womöglich durch Graf Marquard von Solms (1225–1255) erbaut. Die Anlage kann aber durchaus älter sein. Auf ihr bildete sich, vermutlich durch die Entfernung zu den südlicheren Besitzungen um Burgsolms bedingt, eine gesonderte Linie der Familie, denn Marquards Sohn, Graf Reimbold von Solms (1255–1273), nannte sich 1257 (und erneut 1266) Graf von Cunigesberg. Das Haus Solms-Königsberg pflegte im Gegensatz zum Rest der Familie enge Beziehungen zu den Landgrafen von Hessen, wodurch das Verhältnis zu den Vettern in Braunfels und Burgsolms angespannt war. Um 1321 wurde in unmittelbarer Nähe von Königsberg die Burg Alt-Hohensolms als Gegenanlage erbaut. 1331 öffnete Graf Philipp von Solms-Königsberg dem Mainzer Stiftsverweser Erzbischof Balduin von Trier seine Burgen Alt-Hohensolms und Königsberg. 1349 wurde Alt-Hohensolms durch ein Bündnis um die Reichsstadt Wetzlar zerstört. Als Ersatz wurde 1350 zwei Kilometer nördlich die Burg Neu-Hohensolms gebaut. Entgegen den innerfamiliären Vereinbarungen, welche die Bewahrung des Besitzes innerhalb des Gesamthauses vorsahen, verkaufte Graf Philipp, der letzte Graf aus der Linie Solms-Königsberg, seinen Besitz an Landgraf Heinrich II. Burg Königsberg wurde nach Philipps Tod 1364 Sitz eines hessischen Amtes. Eine niederadlige Bastardlinie der Königsberger Solms ging in der Reformationszeit nach Rheinhessen.
In den Auseinandersetzungen mit Wetzlar wurde auch Neu-Hohensolms 1356 und 1363 teilweise zerstört. Mit dem Tod des Grafen Johann IV. von Solms–Burgsolms (1405–1415) starb auch diese Linie aus. Hohensolms fiel nun an die Braunfelser Linie und 1420 an deren Licher Zweig, welcher die Burg bis ins 20. Jahrhundert als Residenz, Wohnsitz zweitgeborener Prinzen oder Witwensitz nutzte und bewohnte.

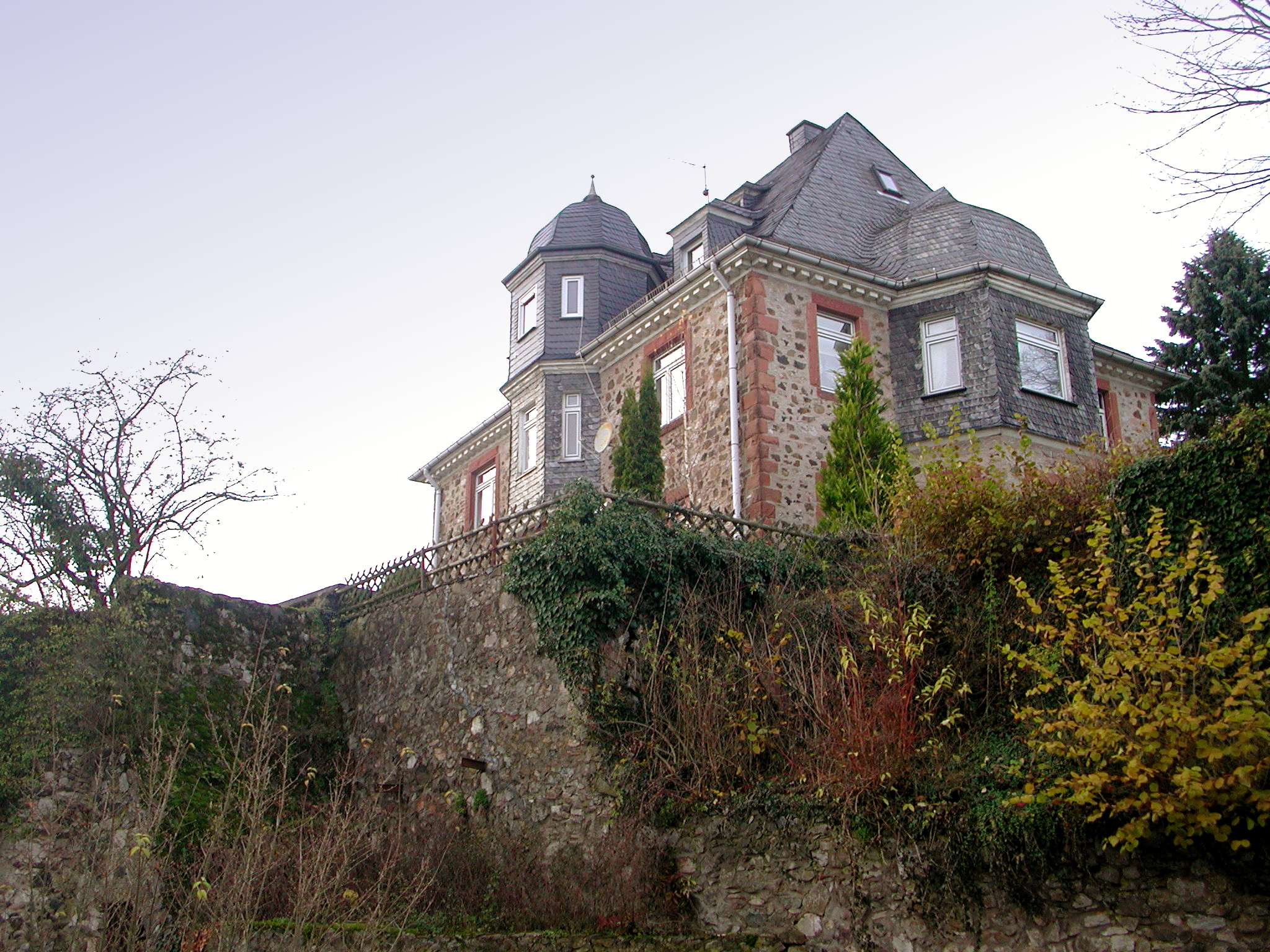
Burg Königsberg
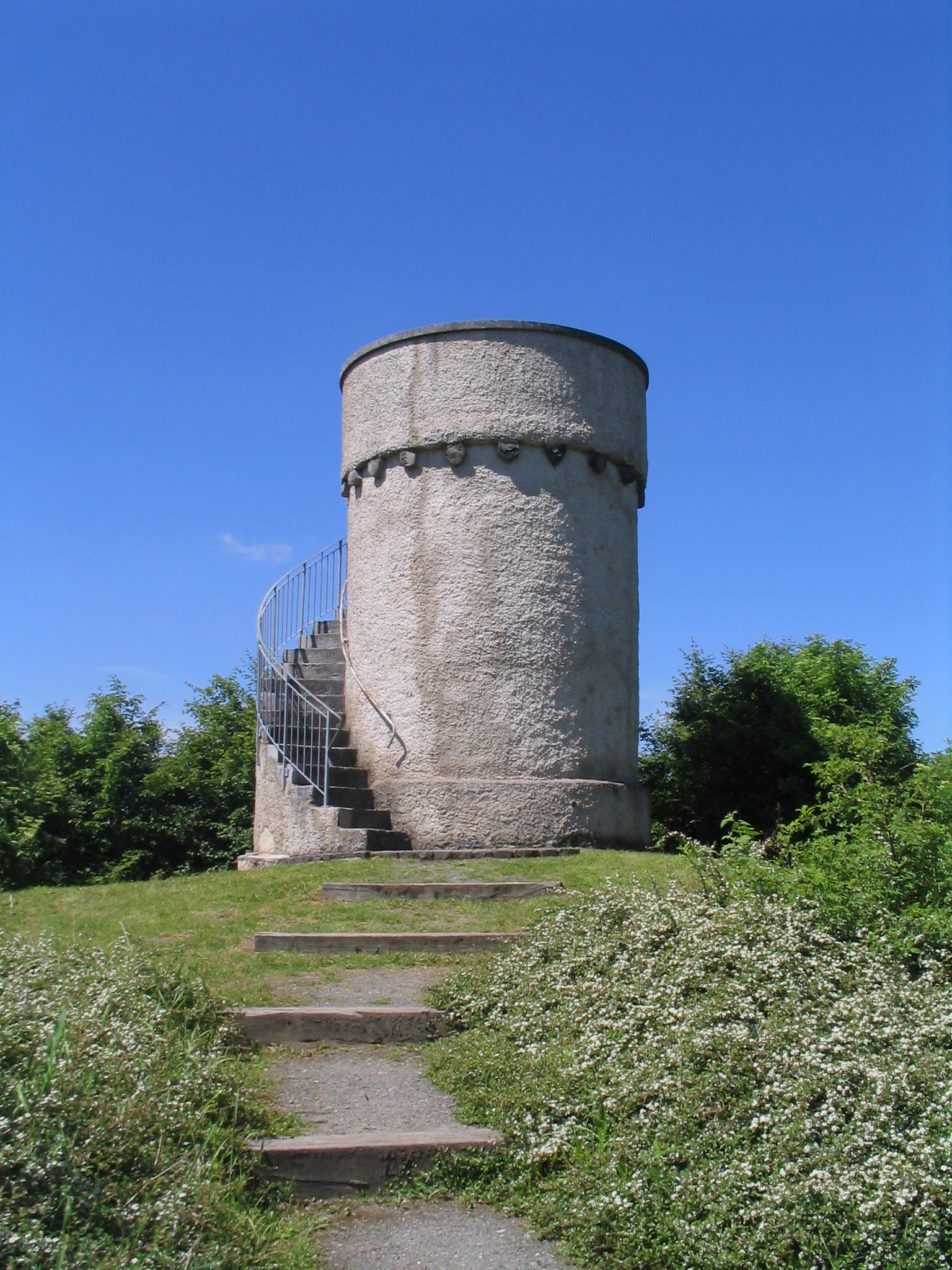
Turm an Stelle der Burg Alt-Hohensolms
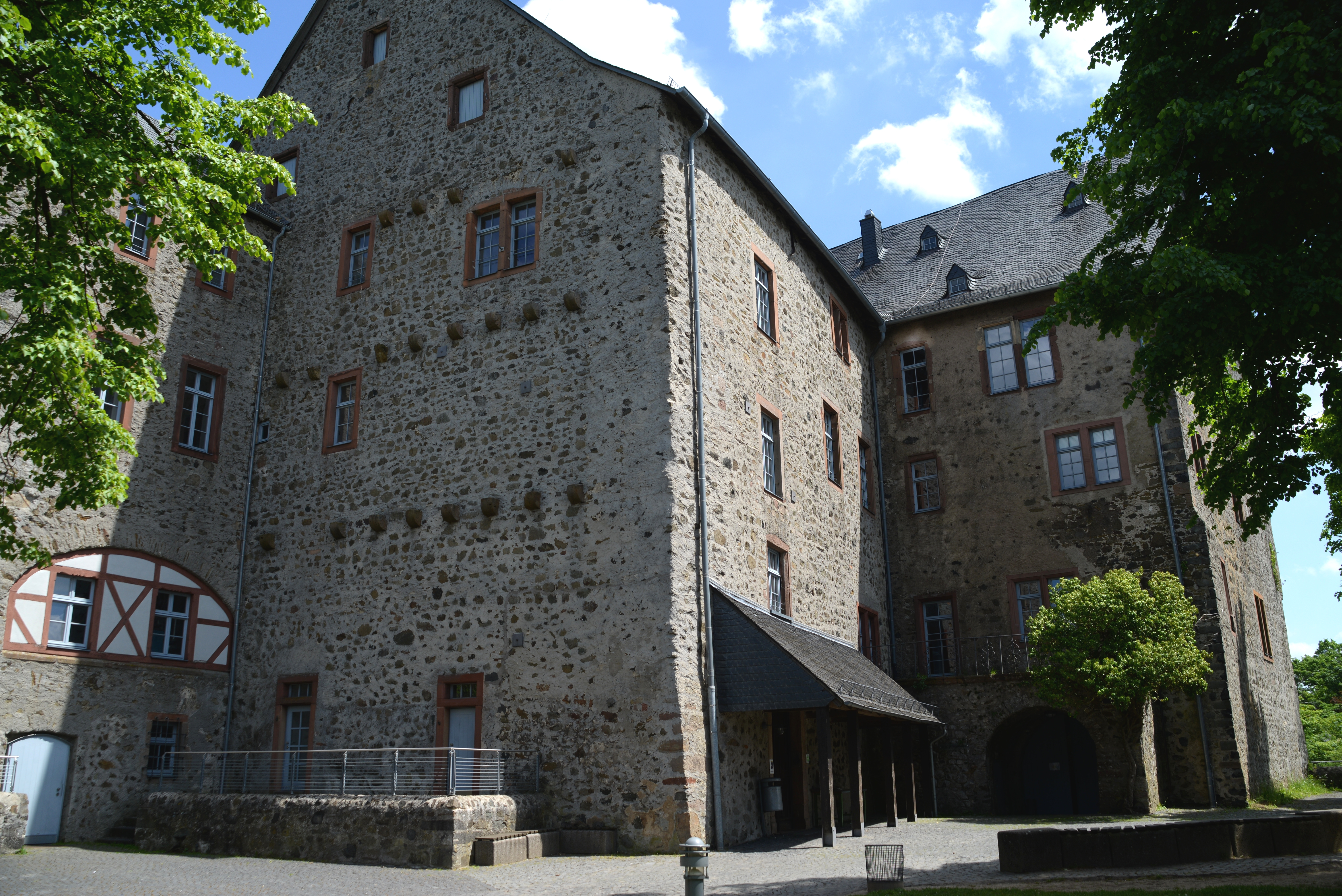
Burg Hohensolms (auch Neu-Hohensolms)

#### Braunfels
Burg Braunfels wurde 1246 erstmals urkundlich erwähnt. Ursprünglich eine Verteidigungsburg gegen die Grafen von Nassau, wurde sie ab 1280 Wohnburg der Grafen von Solms. Nach Teilung des Adelsbesitzes unter den drei Linien und Zerstörung der Stammburg Solms durch den Rheinischen Städtebund wurde Schloss Braunfels 1384 neuer Stammsitz der Grafen von Solms-Braunfels, die als einzige der drei Linien überlebt hatten und 1415 Erbe des gesamten Besitzes wurden.

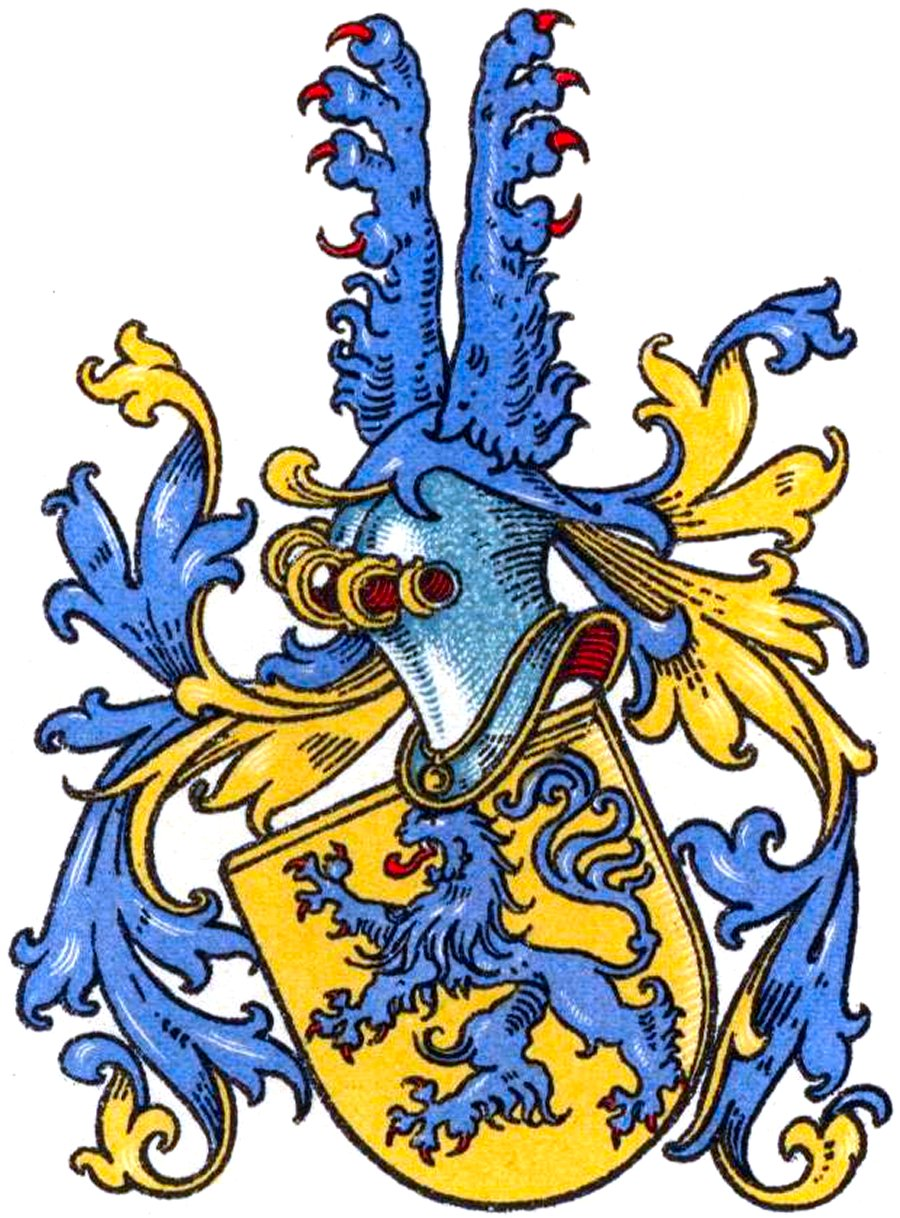
Wappen des Zweigs Solms-Ottenstein

Durch die Ehe des Heinrich von Solms-Braunfels mit Sophia von Ahaus-Ottenstein, Tochter des Otto von Ahaus-Ottenstein, teilte sich 1324 ein Zweig Solms-Ottenstein (in Westfalen) ab, der jedoch 1408 seine Burg an das Hochstift Münster verlor und 1424 im Mannesstamme erlosch.
Als 1418 die Herren von Falkenstein ausstarben, erhielten die Grafen Bernhard und Johann von Solms-Braunfels aus der Erbmasse einen beträchtlichen Gebietszuwachs in der Wetterau, darunter die Herrschaften von Burg Münzenberg, Schloss Hungen, Schloss Lich und Schloss Laubach. Sie traten dem 1422 gegründeten Wetterauer Grafenverein bei, der 1495 auf dem Reichstag von Worms die Reichsstandschaft und eine Kuriatstimme im Reichsfürstenrat erhielt und ab 1512 einen ständigen Vertreter auf die Reichstage entsandte. Damit erlangte das Haus Solms die Reichsunmittelbarkeit. Lich wurde vor 1540 mit Rondellen zu einer Festungsstadt ausgebaut.
Kurz nach diesem Erbfall wurde die Grafschaft erneut geteilt, diesmal in die Linien Solms-Braunfels (Bernhardinische Linie) und Solms-Lich (Johannische Linie). Diese bildeten von nun an die beiden Hauptlinien, die sich später wiederum mehrfach teilten.
In den Solms’schen Grafschaften wurde am 4. April 1571 durch die Grafen Philipp von Solms-Braunfels (zugleich als Vormund der noch minderjährigen Grafen Johann Georg I. und Otto von Solms-Laubach), Eberhard und Ernst I. zu Solms-Lich das Solmser Landrecht als allgemein gültiges Recht eingeführt. Es erlangte in der Folgezeit Bedeutung weit über die Grafschaft hinaus. Das Gemeine Recht galt nur noch dann, wenn Regelungen des Solmser Landrechtes für einen Sachverhalt keine Bestimmungen enthielten. Das Solmser Landrecht behielt seine Geltung auch, soweit Teile der Solmser Grafschaften nach der Mediatisierung dem Großherzogtum Hessen (Hessen-Darmstadt) zugeschlagen wurden, während des gesamten 19. Jahrhunderts. Das Solmser Landrecht wurde zum 1. Januar 1900 von dem einheitlich im ganzen Deutschen Reich geltenden Bürgerlichen Gesetzbuch abgelöst.

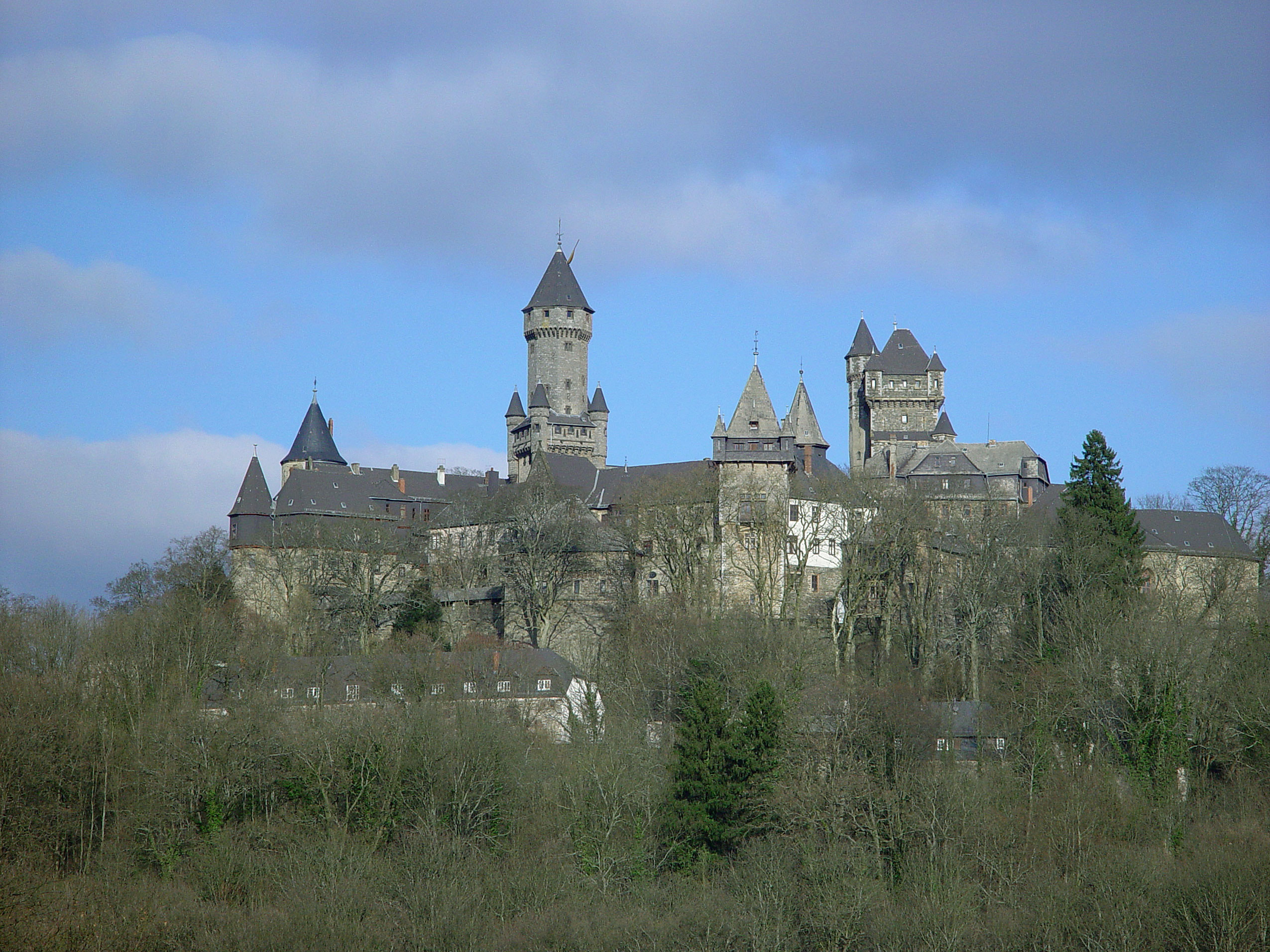
Schloss Braunfels
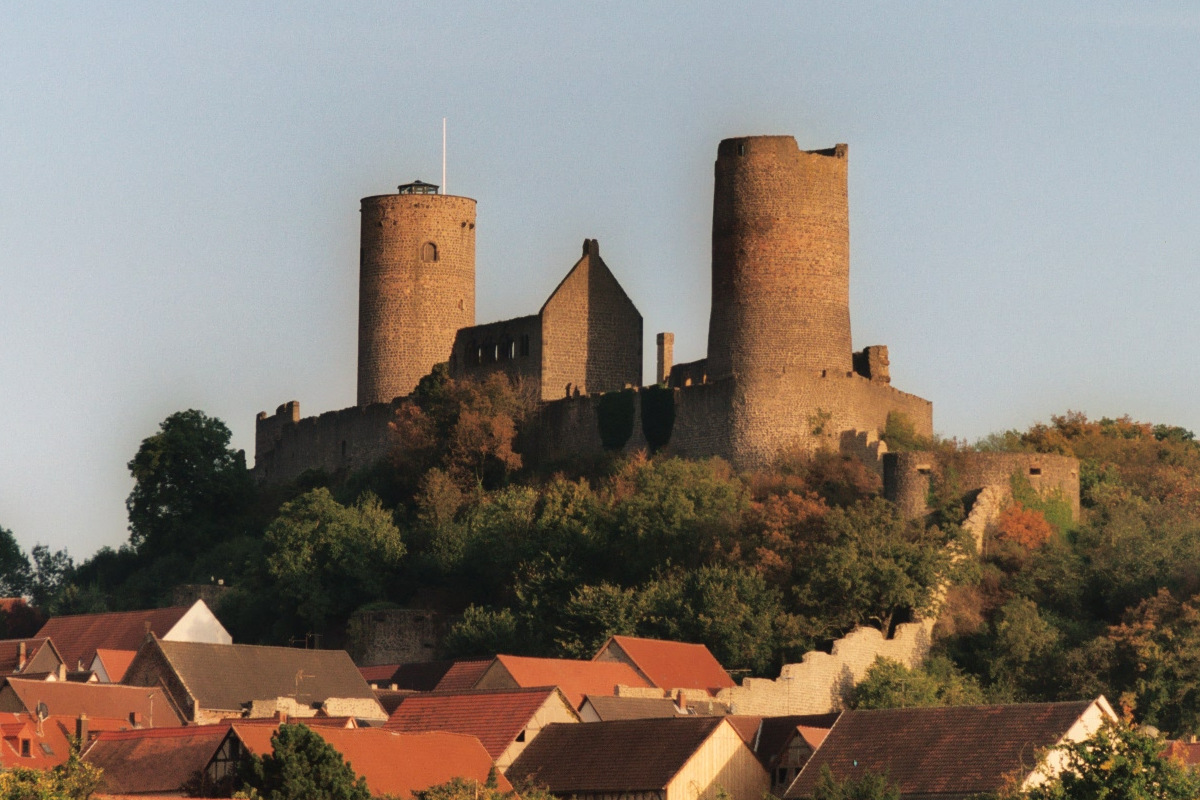
Burg Münzenberg
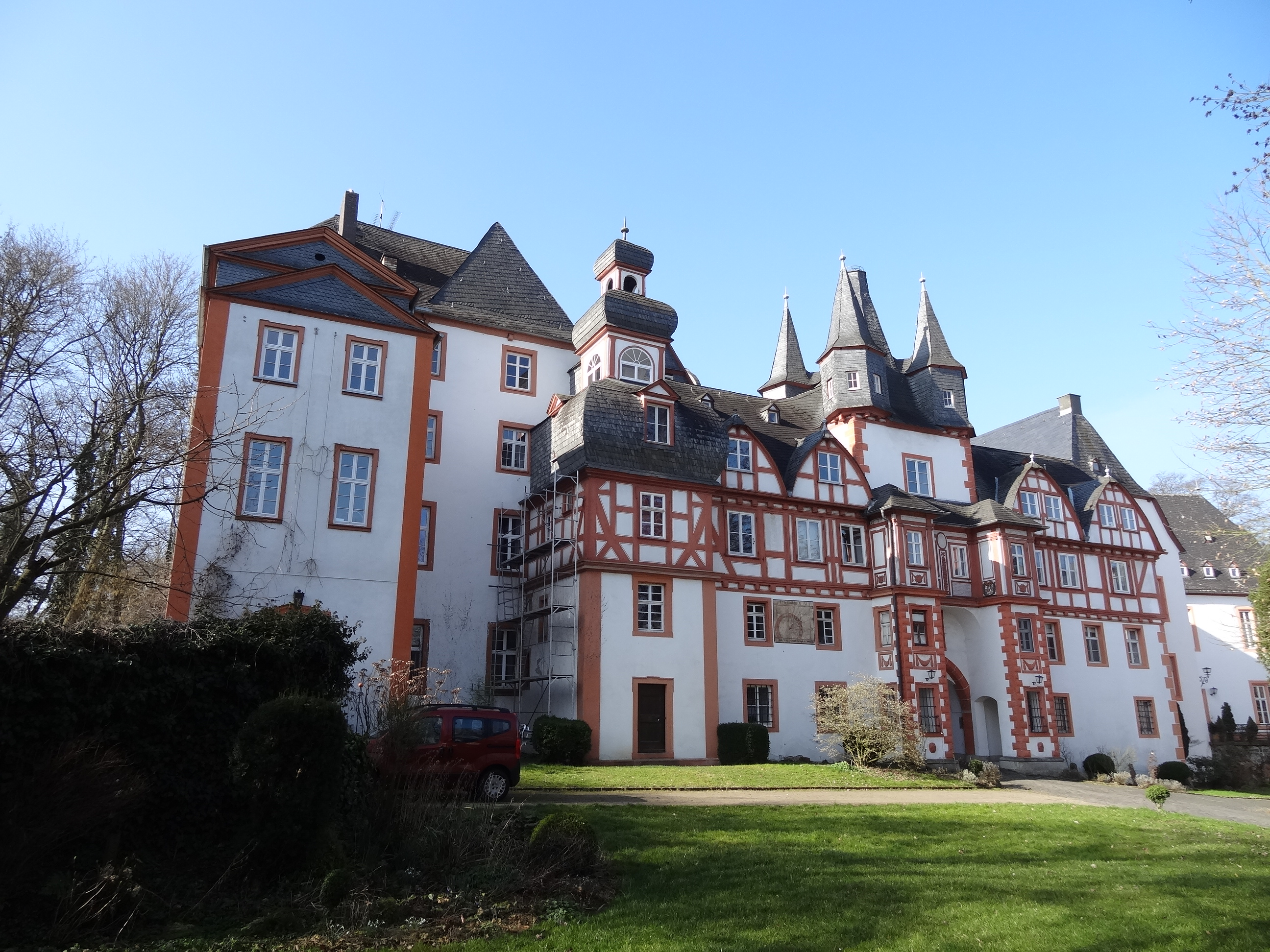
Schloss Hungen
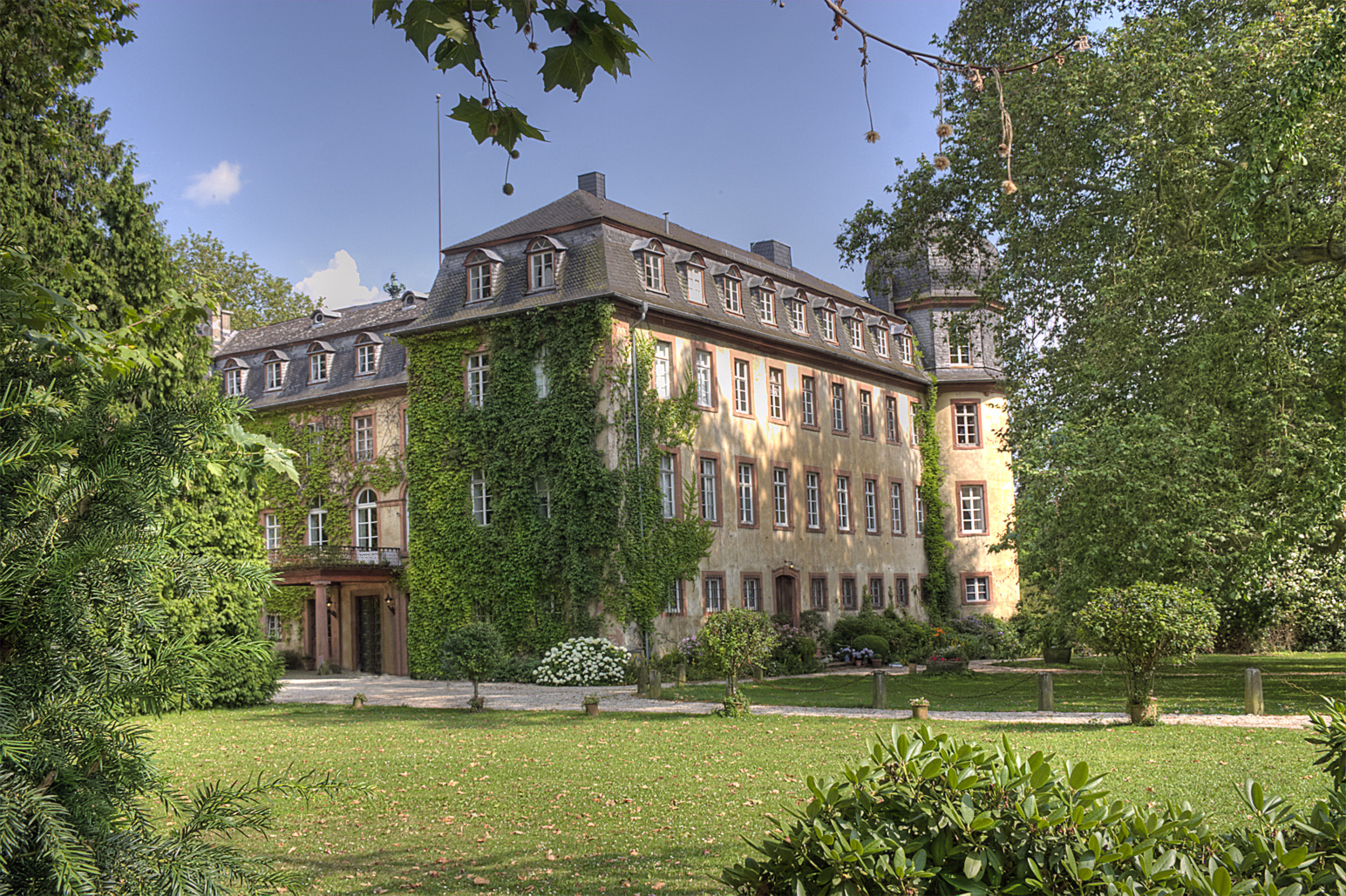
Schloss Lich
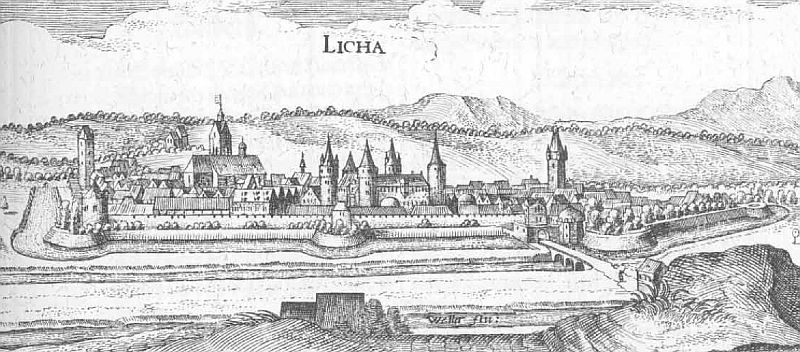
Das befestigte Lich nach Matthäus Merian, 1655
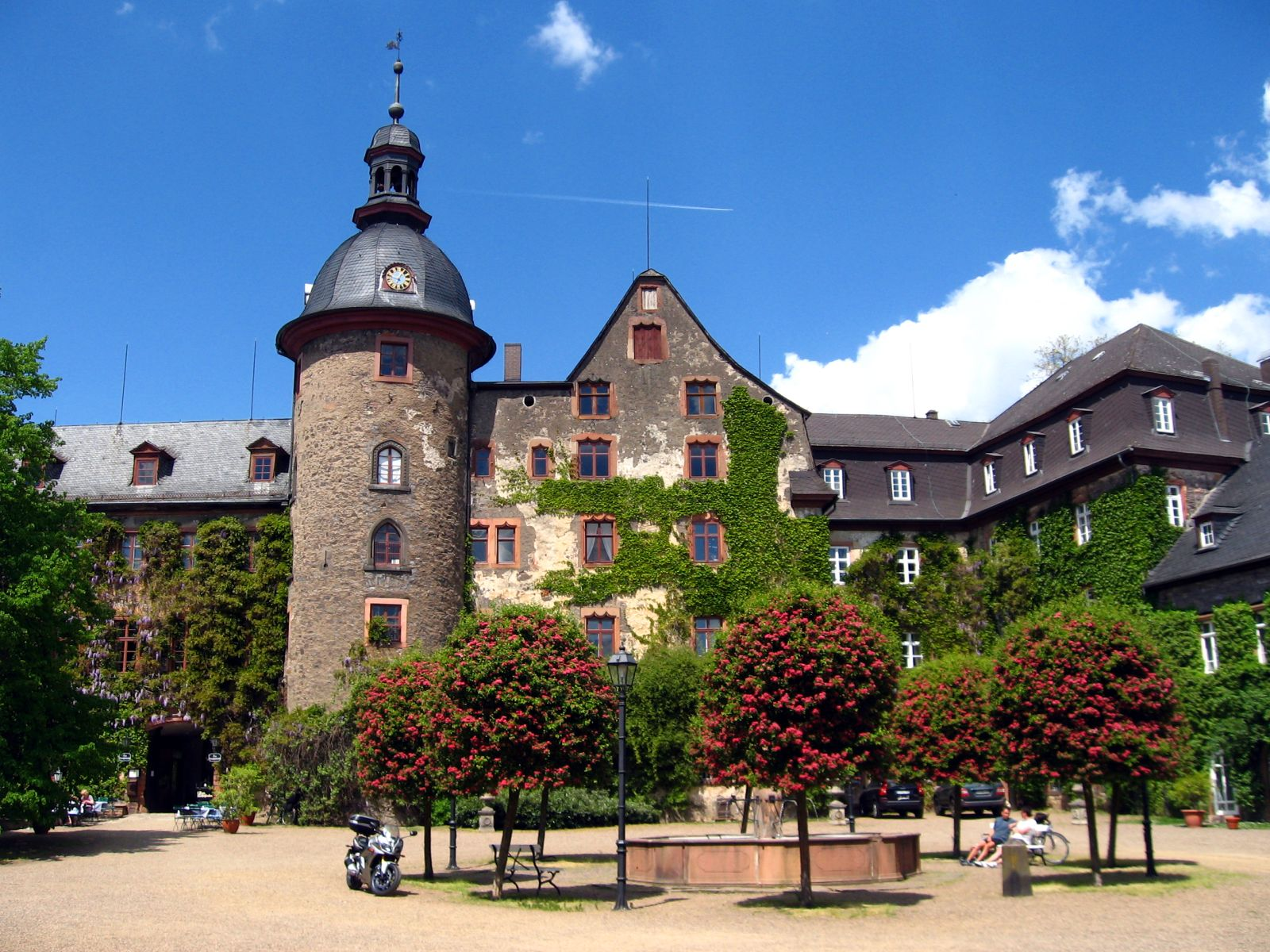
Schloss Laubach

### Jüngere Linien

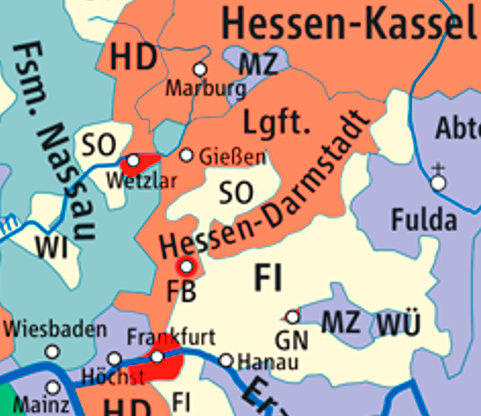
Fast vollständiges Herrschaftsgebiet des Solmser Adelsgeschlechts um 1648 (mit SO markiert)

Solms-Braunfels teilte sich 1607 weiter in die Zweige (mehrere Brüder: Gf Johann Albrecht I, Gf Wilhelm I, Gf Reinhard):
- Solms-Braunfels (1693 erloschen und wiedervereinigt mit Solms-Greifenstein),
- Solms-Greifenstein (ab 1693 als Solms-Braunfels; ab 1742 reichsfürstlich),
- Solms-Hungen († 1678 erloschen und weitergeführt von Solms-Braunfels)

Solms-Lich teilte sich 1548 weiter in die Zweige:
- Solms-Lich (1548–1718)
- Solms-Hohensolms (1548, ab 1718 als Solms-Hohensolms-Lich; ab 1792 reichsfürstlich),
- Solms-Laubach (ab 1548)
  - Solms-Sonnewalde (1561–1615, Brandenburg)
  - Solms-Rödelheim (1607 bzw. 1627–1674)
  - Solms-Laubach (1607 bzw. 1627–1676)
  - Solms-Sonnewalde (ab 1607 bzw. 1627)
    - Solms-Sonnewalde (ab 1688/1711/1728, Sachsen)
    - Solms-Sonnewalde-Pouch (ab 1688/1711/1728)
    - Solms-Sonnewalde-Rösa (ab 1688/1711/1728)

  - Solms-Baruth (seit 1607 bzw. 1627, Brandenburg)
    - Solms-Rödelheim
    - Solms-Laubach
    - Solms-Wildenfels (Sachsen)
    - Solms-Utphe († 1762 ausgestorben)
    - Solms-Baruth I
    - Solms-Baruth II (1888 in den preußischen Fürstenrang erhoben)

#### Braunfelser Linie

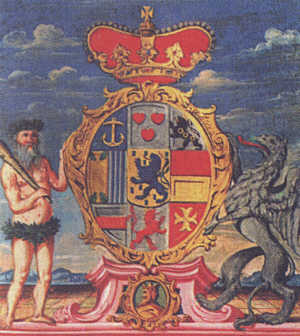
Wappen der Fürsten zu Solms-Braunfels

Der vollständige Titel des Regenten der Hauptlinie Solms-Braunfels, 1742 in den Reichsfürstenstand erhoben, war Fürst zu Solms-Braunfels, Graf zu Greifenstein, Lichtenstein und Hungen, Tecklenburg, Crichingen, Lingen, Herr zu Münzenberg, Rheda, Wildenfels, Sonnewalde, Püttlingen, Dorstweiler und Bacourt.
Als Folge eines Urteils des Reichskammergerichts fiel die westfälische Grafschaft Tecklenburg 1696 an das Haus Solms-Braunfels. Graf Wilhelm Moritz von Solms-Braunfels verkaufte Tecklenburg 1707 an Preußen.
Anteile an der Herrschaft Butzbach waren bereits im 15. Jahrhundert von Solms-Braunfels erworben worden, weitere Anteile erwarb 1479 Solms-Lich; die Anteile wurden bis zum Verkauf an Hessen-Darmstadt 1741 gehalten, Verwaltungssitz war das Solmser Schloss in Butzbach.
Die Linie Solms-Braunfels teilte sich in einen älteren Ast, ansässig auf Schloss Braunfels, Kloster Altenberg und (bis 1974) auch auf Schloss Hungen. Der Braunfelser Besitz fiel mit dem Tod des letzten männlichen Nachkommen dieses Astes, Georg Friedrich Fürst zu Solms-Braunfels (1890–1970), an seinen Schwiegersohn Hans Georg Graf von Oppersdorff-Solms-Braunfels (1920–2003), danach an dessen Sohn Johannes, die infolge einer Namensänderung seit 1969 den Namen Grafen von Oppersdorff-Solms-Braunfels annahmen.
Der Begründer des jüngeren, katholischen Asts war Prinz Wilhelm Heinrich in Österreich-Ungarn. Dessen großer Grundbesitz in Böhmen, Mähren, Schlesien, Galizien und Lodomerien ging nach 1918 zu zwei Dritteln und 1945 ganz verloren. Der jüngere Ast Solms-Braunfels ist 1989 im Mannesstamm erloschen.

#### Licher Linie

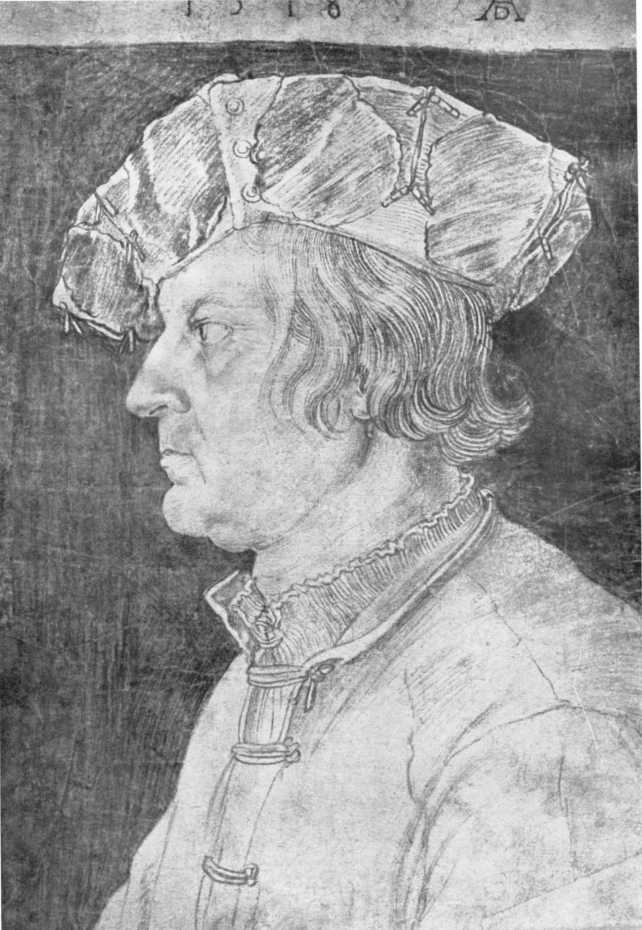
Graf Philipp von Solms-Lich (1468–1544), Kupferstich von Albrecht Dürer

1461 erbte Graf Kuno von Solms zu Lich von seinem Großvater, Frank von Kronberg, Anteile an einem weiteren Bestandteil des Falkensteiner Erbes, das Amt Assenheim zusammen mit dem Rödelheimer Schloss. Mit Kunos Sohn Graf Philipp zu Solms-Lich (1468–1544), kaiserlicher Rat und Wirklicher Geheimer Rat beim sächsischen Kurfürsten Friedrich dem Weisen, erlangte das Haus Solms erheblichen Einfluss im Zeitalter der Reformation; Martin Luther soll auf dem Weg zum Reichstag zu Worms (1521) in Lich übernachtet haben, die Maler Lucas Cranach d. Ä. und Albrecht Dürer porträtierten ihn. Später diente er dem hessischen Landgrafen Philipp dem Großmütigen. Im Jahr 1537 erwarb er in der Niederlausitz die Herrschaft Sonnewalde und 1544 das Rittergut Pouch. Auf dem Sterbebett bekannte er sich zum evangelischen Glauben.
Der Besitz des Hauses Solms-Lich wurde danach aufgeteilt, wobei Reinhard I. (1491–1562) die Ämter Lich und Hohensolms übernahm, die später an zwei separate Zweige fielen und sich erst 1718 wieder vereinigten. Die Nachfahren seines jüngeren Bruders Otto (1496–1522) erhielten das Amt Laubach sowie die Besitzungen Sonnewalde und Pouch, womit die bis heute bestehende Linie Solms-Laubach entstand.
Mit dem Tod des Grafen Hermann Adolf Moritz von Solms-Lich (1646–1718) fiel sein Erbe an seinen Vetter Friedrich Wilhelm von Solms-Hohensolms (1682–1744), der ab 1718 die Zweige Solms-Hohensolms und Solms-Lich zum bis heute bestehenden Ast Solms-Hohensolms-Lich vereinigte. Franz II., der letzte Kaiser des Heiligen Römischen Reiches Deutscher Nation, erhob 1792 den Grafen Carl Christian zu Solms-Hohensolms-Lich in den Reichsfürstenstand. Dieser Ast besitzt bis heute das Schloss Lich und besaß bis 1968 auch die Burg Hohensolms.
Der Ast der Grafen zu Solms-Laubach teilte sich 1607 in die Zweige Laubach und Rödelheim, als Graf Johann Georg die Grafschaft unter seinen beiden ältesten Söhnen aufteilte: Albert Otto (1576–1610) erhielt Laubach, Utphe und Münzenberg und begründete die Grafschaft Solms-Laubach, welche sich bis 1676 im Besitz seiner Nachfahren, der Grafen zu Solms-Laubach, befand und dann an Johann Friedrich zu Solms-Wildenfels fiel, dessen Nachfahren den jüngeren Laubacher Zweig bilden, der bis heute Schloss Laubach und Kloster Arnsburg besitzt (und bis 1928 auch das Hofgut Utphe und bis 1935 die Burg Münzenberg besaß).
Friedrich (1574–1636) erhielt Rödelheim, einen 5/12-Anteil an Assenheim und Petterweil als Grafschaft Solms-Rödelheim. Die Residenz der Grafen zu Solms-Rödelheim und Assenheim befand sich zunächst im Rödelheimer Schloss (1944 zerstört), heute wohnt dieser Zweig im Schloss Assenheim.

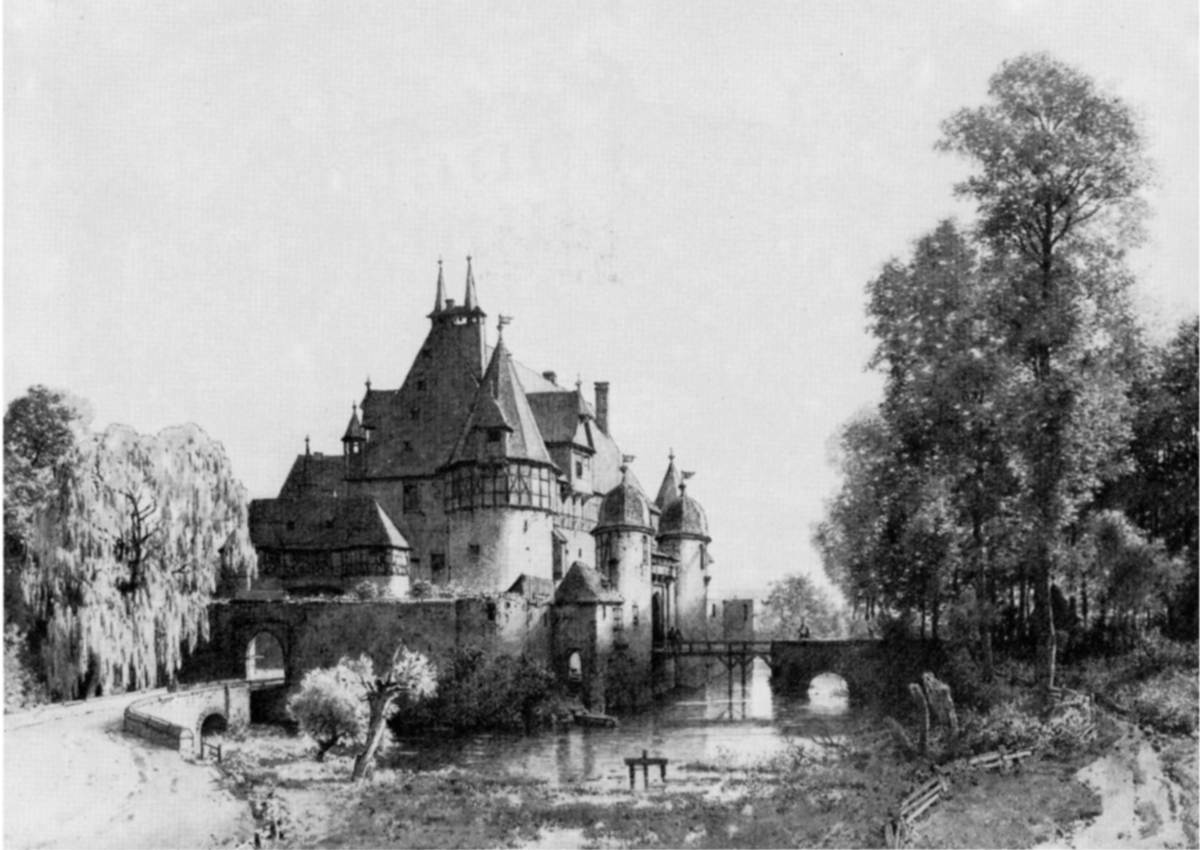
Das Rödelheimer Schloss
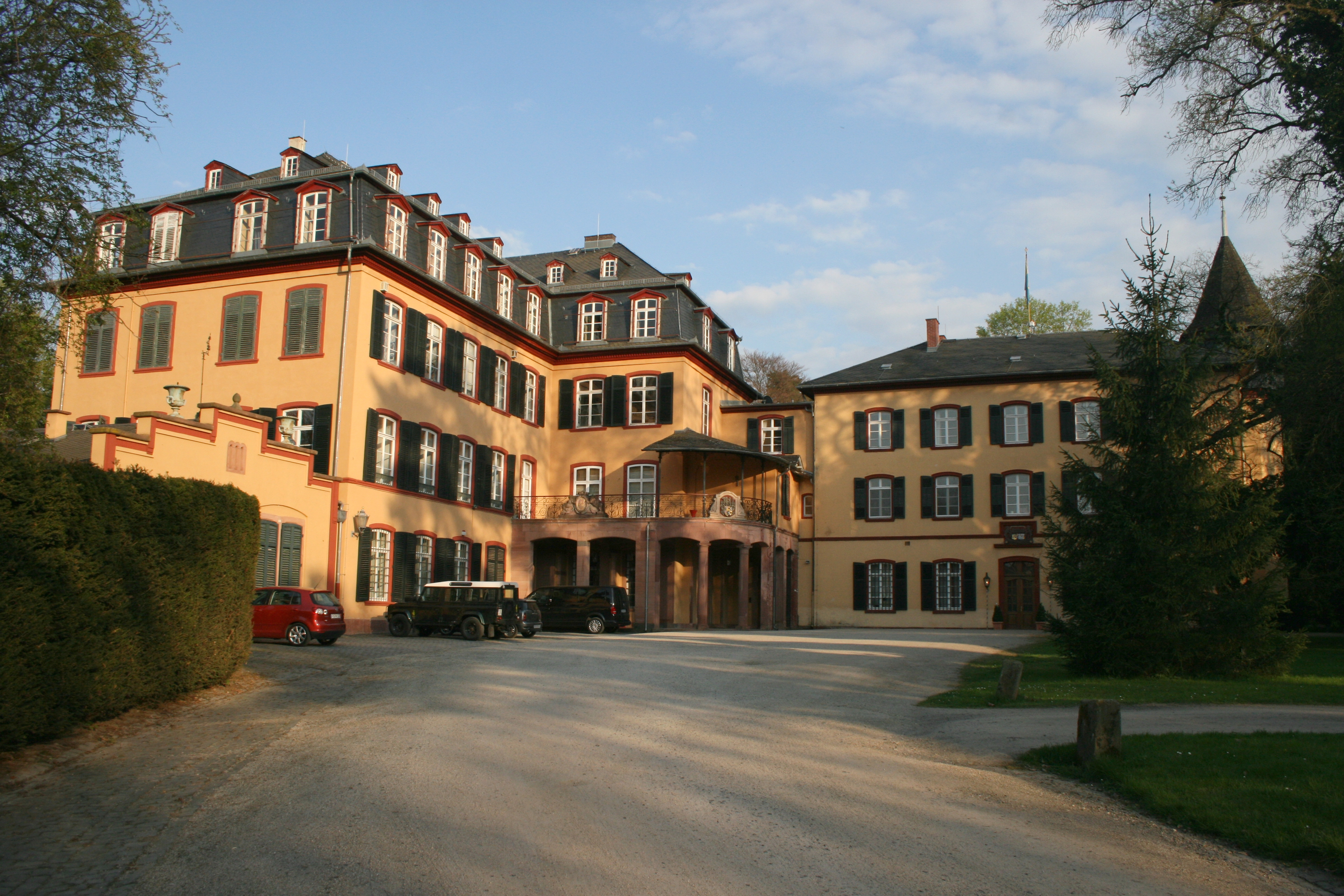
Schloss Assenheim

1537 hatte Graf Philipp von Solms-Lich die damals kursächsische Standesherrschaft Sonnewalde und 1544 das Rittergut Pouch gekauft; die Nachfahren seines jüngeren Sohnes Otto (1496–1522) erbten diese, zusammen mit Laubach. Graf Otto zu Solms-Laubach (1550–1612) war der erste, der in Sonnewalde residierte, er legte 1582 den Grundstein zum Bau des Schlosses. Der Besitz der Standesherrschaft Sonnewalde gewährte dem Haus eine Virilstimme auf der Herrenbank der Provinziallandtage der Kurmark Brandenburg und der Niederlausitz sowie einen erblichen Sitz im Preußischen Herrenhaus. Die Grafen zu Solms-Sonne(n)walde blieben bis zur Enteignung durch die Bodenreform in der Sowjetischen Besatzungszone 1945 in Sonnewalde ansässig, zu dessen Herrschaft auch die Güter Pouch, Hillmersdorf und Proßmarke gehörten. Seit 1828 war das Rittergut Wurschen in der Oberlausitz im Besitz der Linie Solms-Sonnenwalde, die es seit 1997 durch Rückkauf wieder besitzt. Durch Heirat kam 1914 eines der größten Güter der Niederlande, Schloss Weldam, an einen Zweig der Grafen zu Solms-Sonnenwalde, die dort bis heute ansässig sind.
1596 kaufte Otto zu Solms-Laubach auch die Standesherrschaft Baruth samt den Gütern Mahlsdorf und Zesch, welche zum Markgraftum Niederlausitz gehörte. Ab 1615 bis 1945 residierte ein eigener Zweig, die Grafen zu Solms-Baruth auf Schloss Baruth, das nach 1671 erbaut wurde, und arrondierte die Herrschaft später um Schloss Golßen und Schloss Casel in Kasel-Golzig. Die Standesherrschaft Baruth verlieh ihren Besitzern einen Sitz auf der Bank der Grafen, Prälaten und Herren auf den großen Landtagen zu Dresden, bis sie 1815 an Preußen kam, was einen erblichen Sitz im Preußischen Herrenhaus mit sich brachte. 1767 erwarb Graf Hans Christian zu Solms-Baruth das niederschlesische Schloss Klitschdorf, das in der Folge teils zum Hauptwohnsitz wurde.
1602 fiel Otto zu Solms-Laubach aufgrund einer Erbverbrüderung mit den Herren von Wildenfels ferner die Herrschaft Wildenfels (südöstlich von Zwickau) anheim, die 1706 unter kursächsische Herrschaft geriet, jedoch als Standesherrschaft Sonderrechte behielt. Die Grafen zu Solms-Wildenfels waren bis 1945 im Besitz des Schlosses Wildenfels.

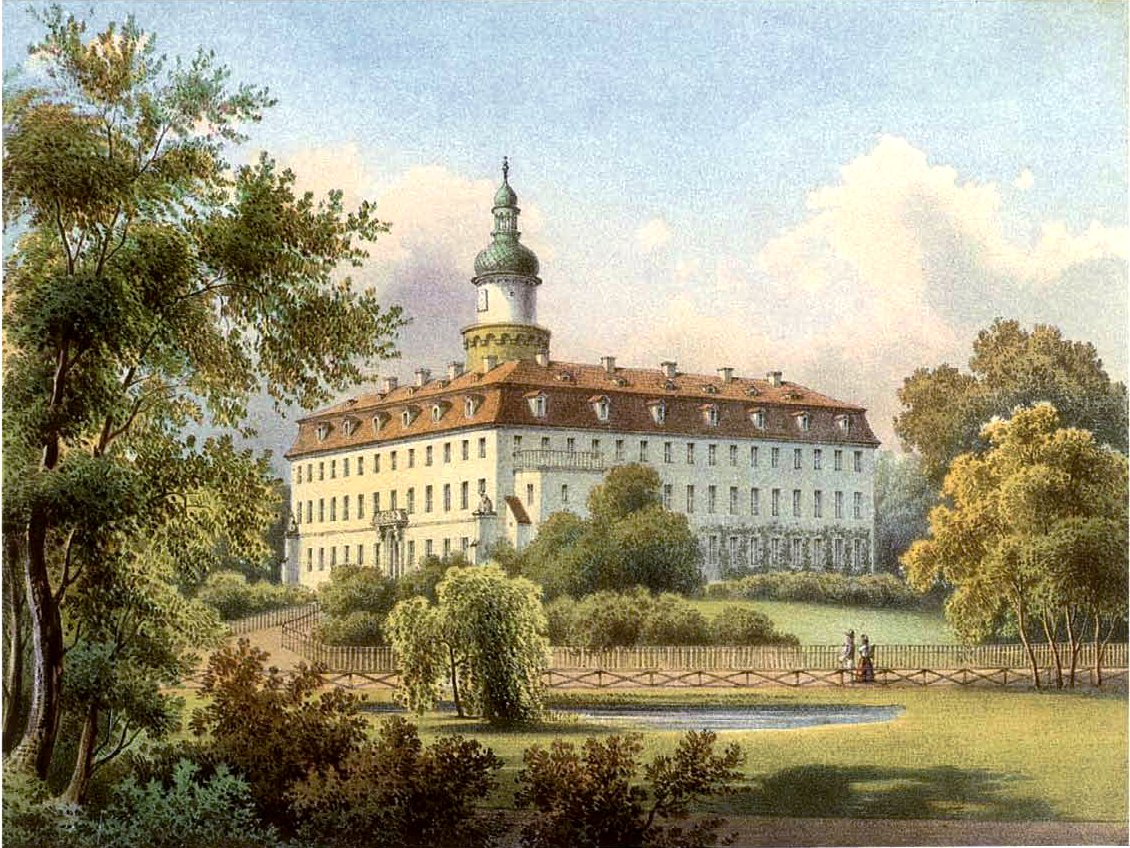
Schloss Sonnewalde, Niederlausitz
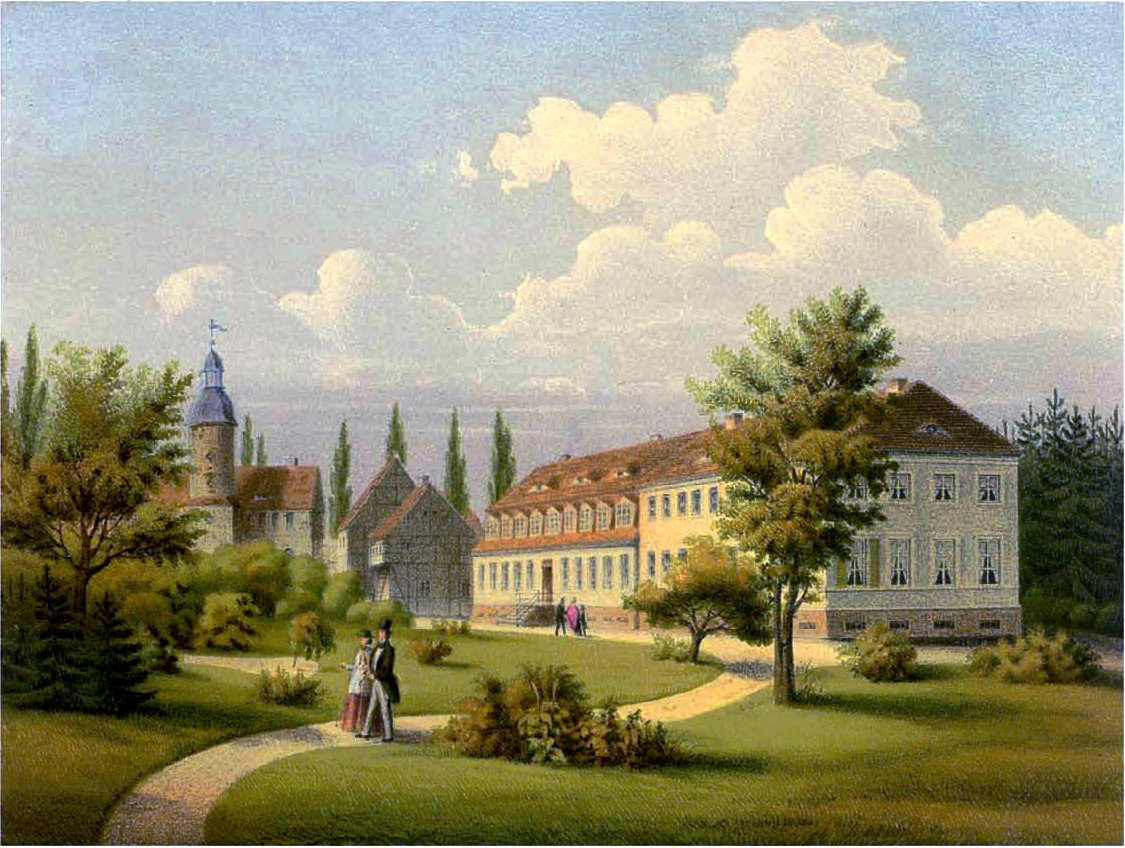
Schloss Baruth, Niederlausitz
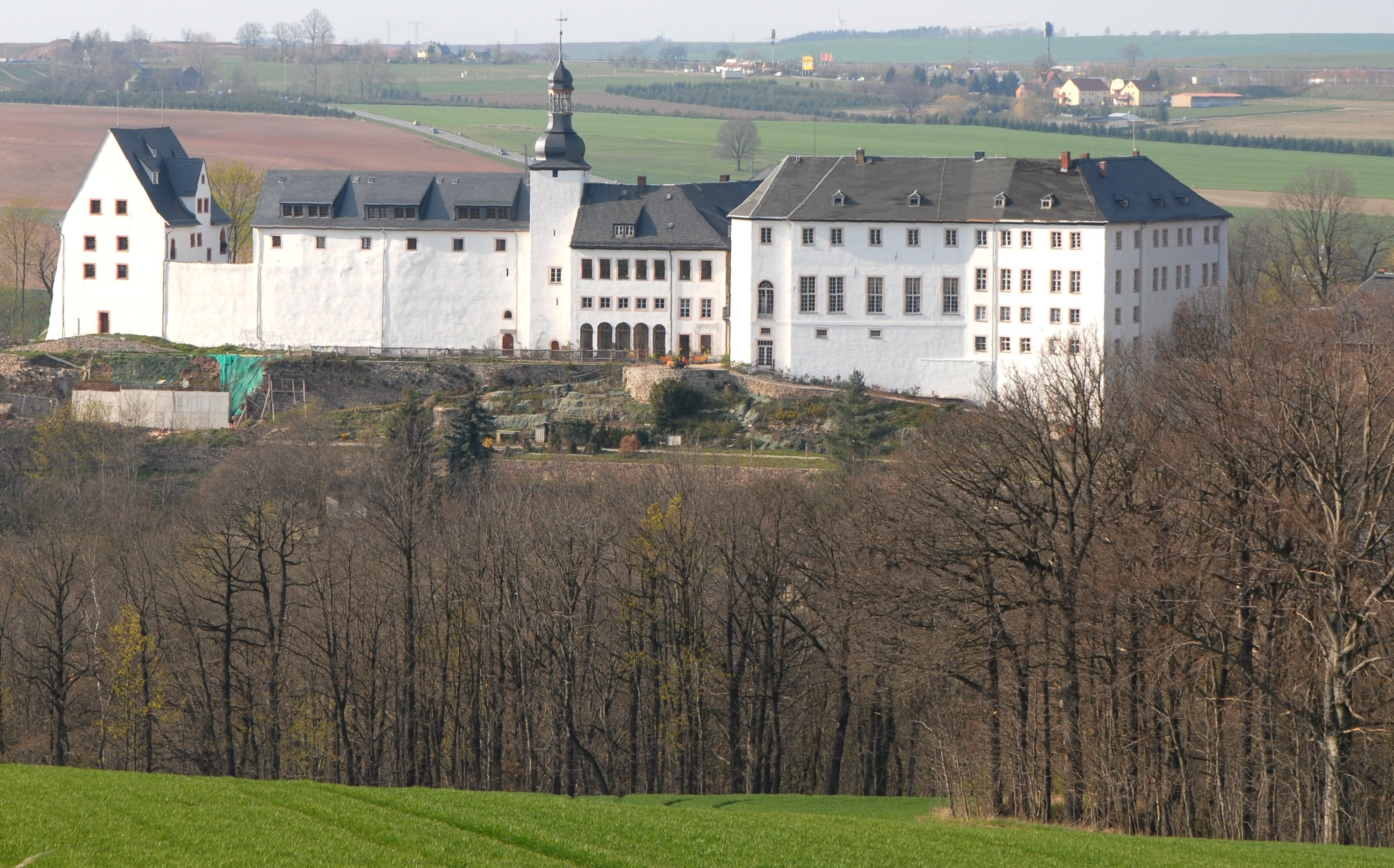
Schloss Wildenfels, Sachsen
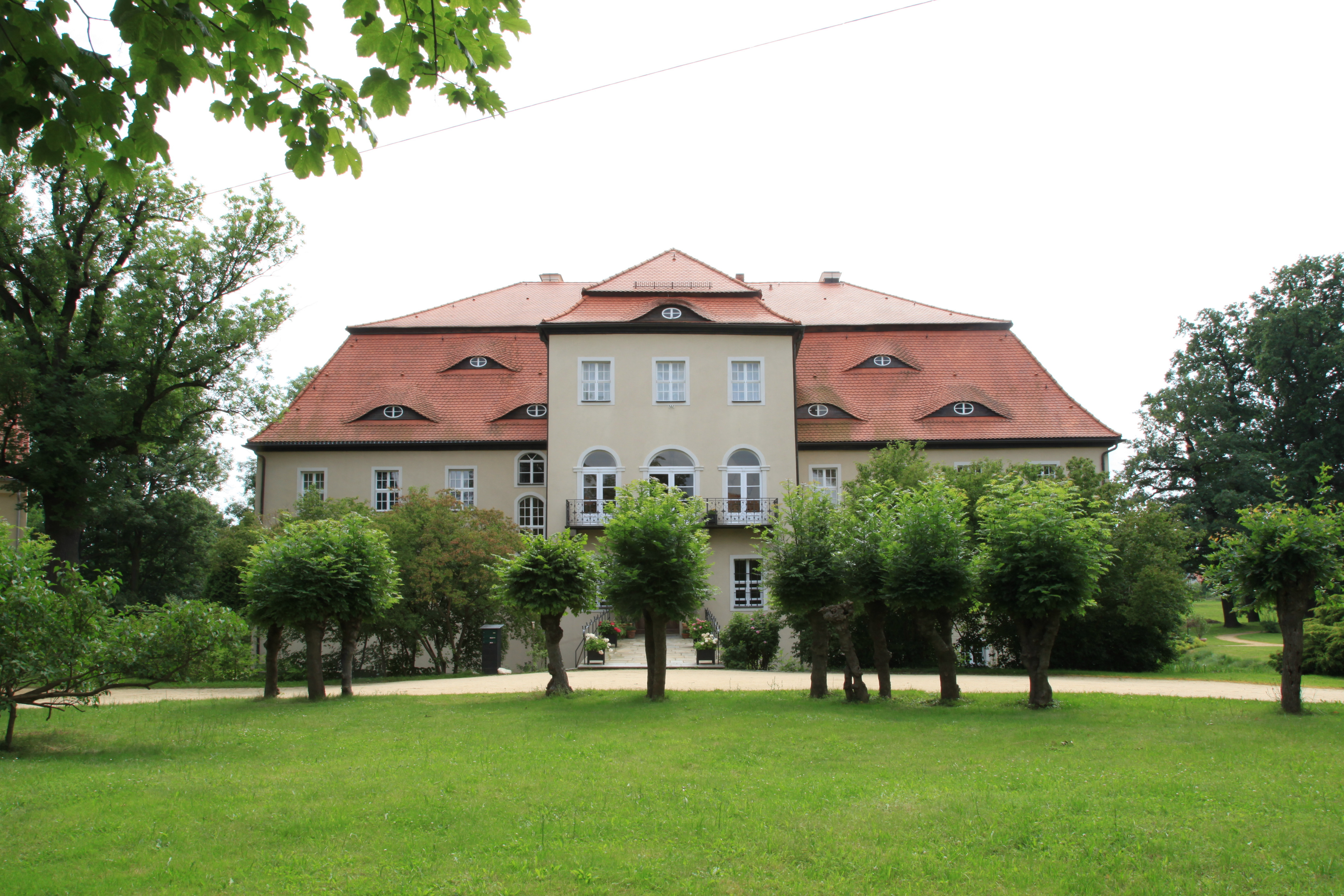
Schloss Wurschen, Oberlausitz
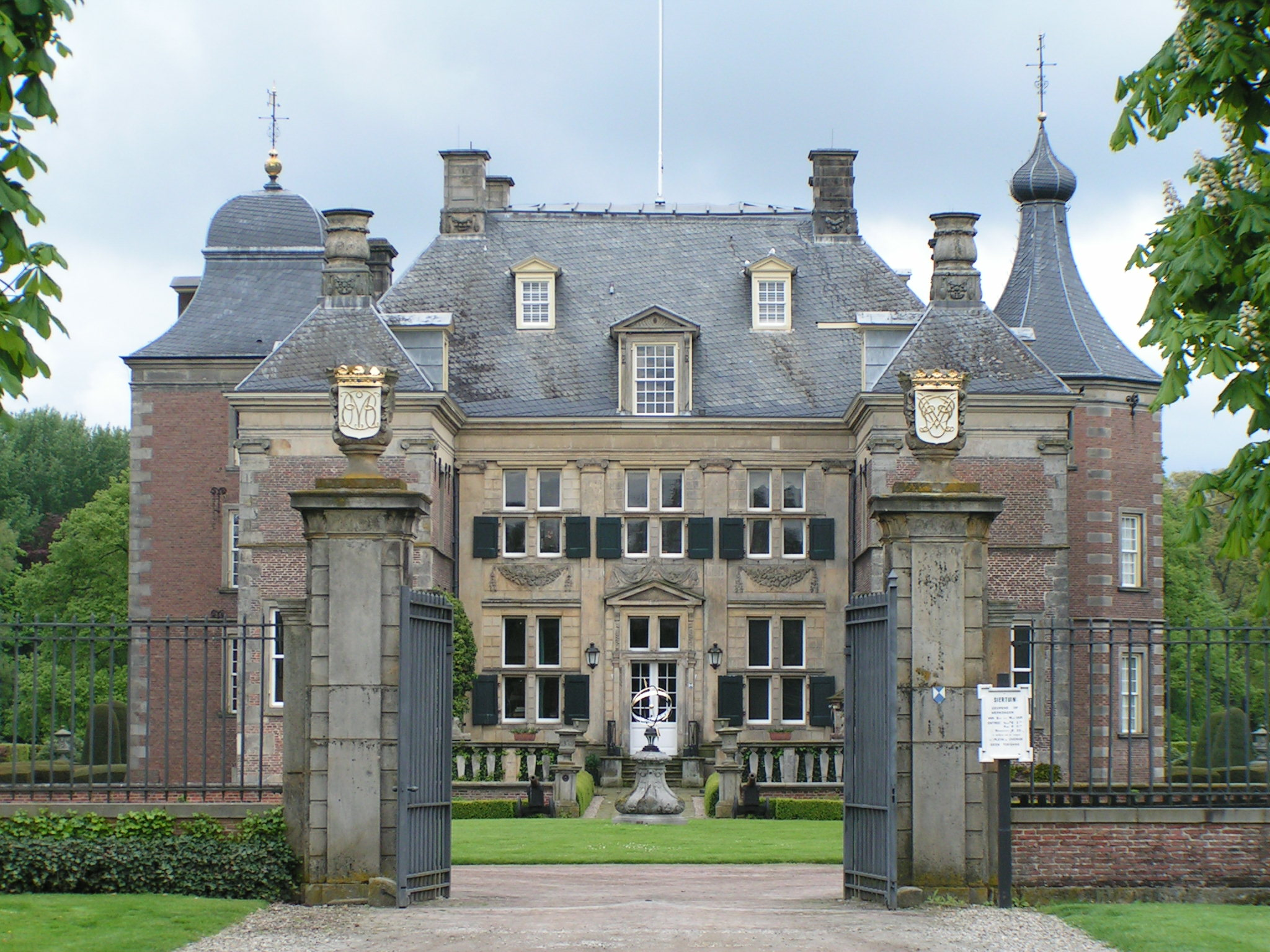
Schloss Weldam, Niederlande

### Mediatisierung
Im Reichsdeputationshauptschluss 1803 bekam das Haus Solms noch die Klöster Altenberg (zu Braunfels) und Arnsburg (zu Laubach) als Entschädigung für verlorene linksrheinische Gebiete zugesprochen; beide befinden sich bis heute im Familienbesitz. Doch 1806 endete die politische Selbständigkeit der Solms’schen Grafschaften und Fürstentümer: Durch Mediatisierung wurden die Fürstentümer Solms-Braunfels und Solms-Hohensolms-Lich zwischen Hessen-Darmstadt, Preußen, Württemberg und Österreich aufgeteilt, die Grafschaften Solms-Laubach und Solms-Rödelheim-Assenheim fielen an das Großherzogtum Hessen (Hessen-Darmstadt). Als Standesherren des Deutschen Bundes behielten die mediatisierten Fürsten und Grafen bis 1918 noch etliche Vorrechte, darunter gemäß der Deutschen Bundesakte die Ebenbürtigkeit mit den weiter regierenden Dynastien. Ferner konnten sie in den fürstlichen Zweigen die Anrede „Durchlaucht“, in den gräflichen die Anrede „Erlaucht“ beanspruchen.
Die Herrschaft Wildenfels hatte bereits 1706 ihre Reichsunmittelbarkeit an das Kurfürstentum Sachsen verloren, die ihr verbliebenen Sonderrechte wurden durch Artikel 51 der Verfassung des Freistaates Sachsen vom 1. November 1920 ausdrücklich abgeschafft. Die Herrschaften Sonnewalde und Baruth waren hingegen nie reichsunmittelbar gewesen, allerdings behielten sie nach dem Übergang von Sachsen an Preußen 1815 weiterhin Sonderrechte als Freie Standesherrschaften.

## Wappen

Stammwappen

Die ältesten Wappen der Grafen von Solms zeigen ein damasziertes Schildlein auf einem Schild. 1232 taucht zum ersten Mal ein Löwe auf den Wappen auf. Das Stammwappen zeigt in goldenem Schild einen blauen Löwen.
Zur Unterscheidung der Linien nahm Solms-Königsberg den mit sieben (3:2:2) blauen Schindeln belegten Schild als Wappen an, während sich Solms-Braunfels und Solms-Burgsolms durch die Helmzier unterschieden. Solms-Braunfels nahm als Helmzier einen blauen Löwen in goldenem Flug (nach der Falkensteiner Erbschaft wurde der Flug rot-gold geteilt) an, während die Siegel der Linie Solms-Burgsolms sowohl einen Löwen, als auch einen Löwen mit einer Forelle im Fang zeigen.
Nach der Falkenstein-Münzenbergischen Erbschaft wurde der Schild geviertelt. In den Feldern 1 und 4 der blaue Löwe auf goldenem Grund. In den Feldern 2 und 3 Rot und Gold geteilt (Wappen des 1255 erloschenen Geschlechts von Hagen-Münzenberg).
Der Mode der Zeit folgend vermehrte sich das Wappen der Grafen von Solms um die jeweiligen neuen Besitzungen bzw. Anwartschaften.
Nach dem Kauf von Sonnewalde und Wildenfels durch Solms-Lich bzw. Solms-Laubach waren dies der silberne Löwe auf schwarzem Grund (Sonnewalde) und eine schwarze Rose auf goldenem Grund (Wildenfels). Beide Wappen sind heute noch Bestandteil der Wappen der Fürsten von Solms-Hohensolms-Lich sowie der Grafen von Laubach und ihrer Seitenlinien.
Das Wappen der Grafen bzw. Fürsten von Solms-Braunfels wurde um Lingen (goldener Anker auf blauem Grund), Tecklenburg (drei rote Seerosenblätter auf silbernem Grund) und Rheda (schwarzer, gold bekrönter Löwe auf silbernem Schild, mit drei goldenen Ringen belegt) sowie Crichingen (silberner Schild mit einem roten Querbalken belegt), Püttlingen und Dorstweiler (roter Löwe auf silbernem Schild) und Beaucourt (goldenes Kreuz auf rotem Grund) erweitert. In verschiedenen Versionen kommen noch Greifenstein (goldener Schild mit vier grünen Eichenblättern, in den Ecken, belegt), Lichtenstein (drei blaue Balken auf silbernem Schild) sowie seltener Limpurg-Gaildorf (rot-silbern mit vier Spitzen geteilt und fünf (3:2) silberne Heerkolben auf blauem Grund).

Mit Schindeln belegtes Wappen

Während, wie bereits beschrieben Solms-Hohensolms-Lich und Solms-Laubach die Wappenbestandteile Solms-Münzenberg-Sonnewalde-Wildenfels führen, kehrte Solms-Braunfels zum Stammwappen, dem blauen Löwen auf goldenem Grund zurück. Diesmal allerdings mit dem durch die blauen Schindeln bestreuten Schild.
Das jeweilige Wappen wird seit dem 17. Jahrhundert von einer Rangkrone geziert, entweder durch die Fürstenkrone, den Fürstenhut, die Erlauchtkrone oder die Grafenkrone, abhängig von den Rängen der verschiedenen Zweige sowie der Mode der Zeit.

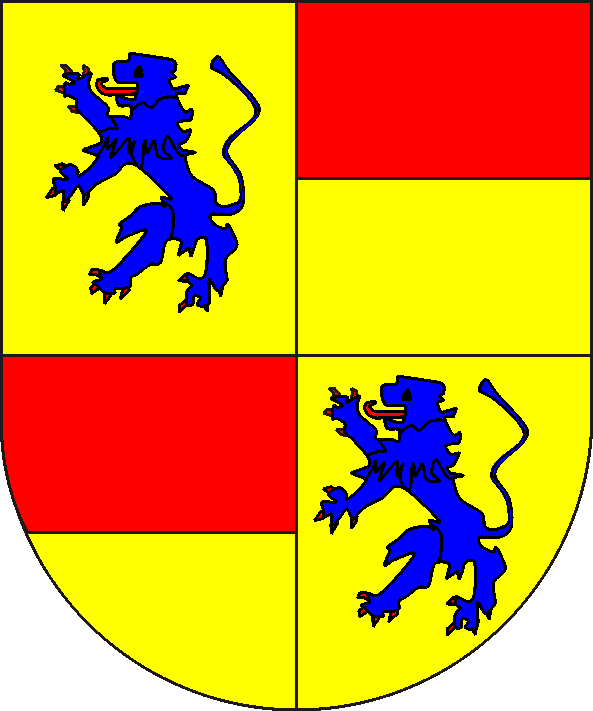
Solms-Münzenberg (1407)
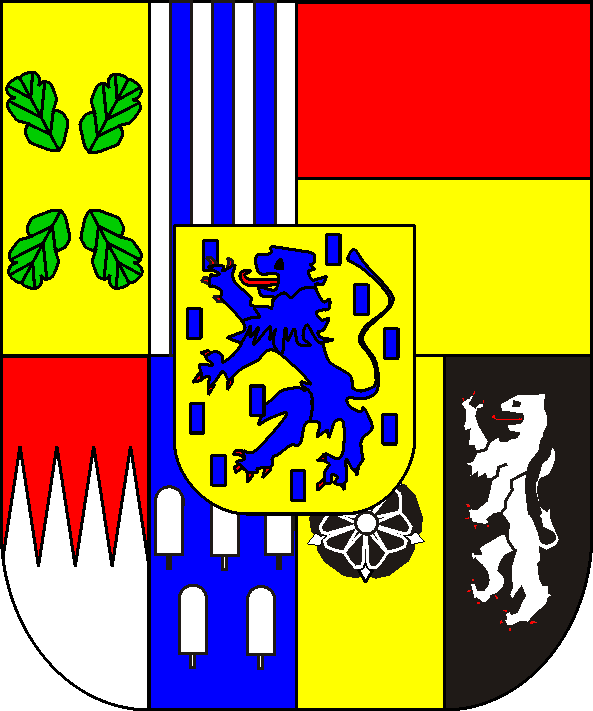
Solms-Braunfels
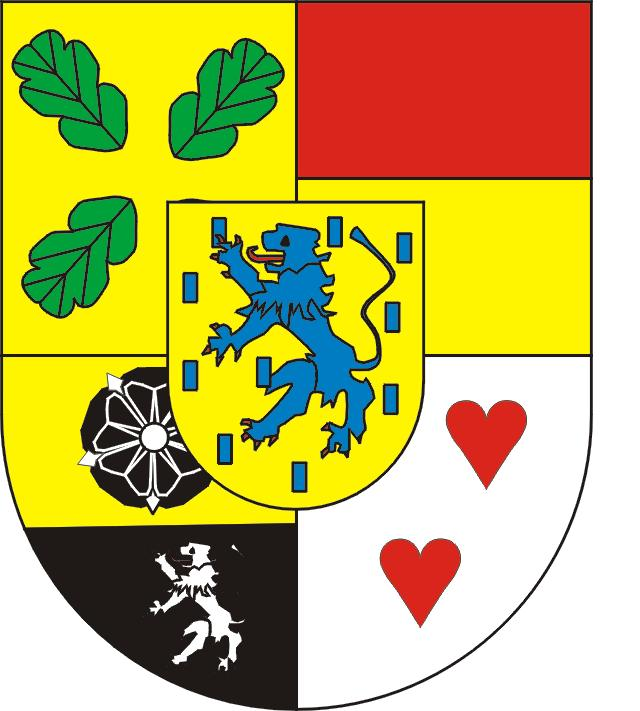
Solms-Lich
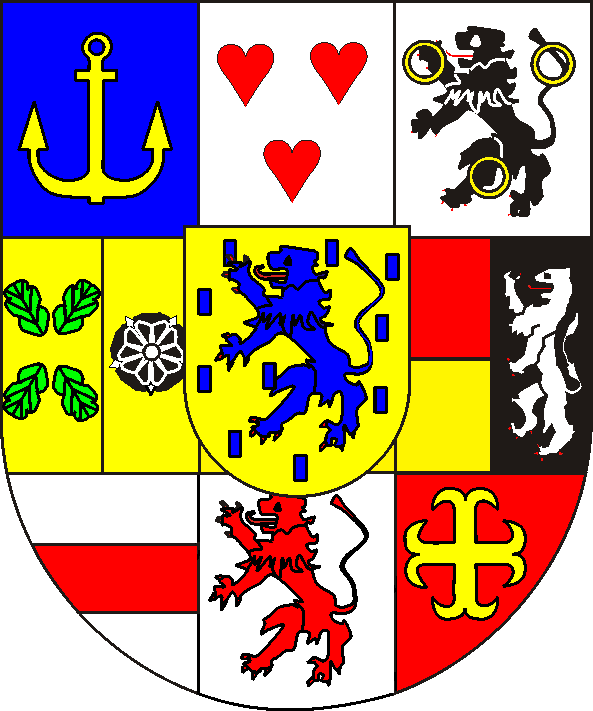
Solms-Hohensolms-Lich
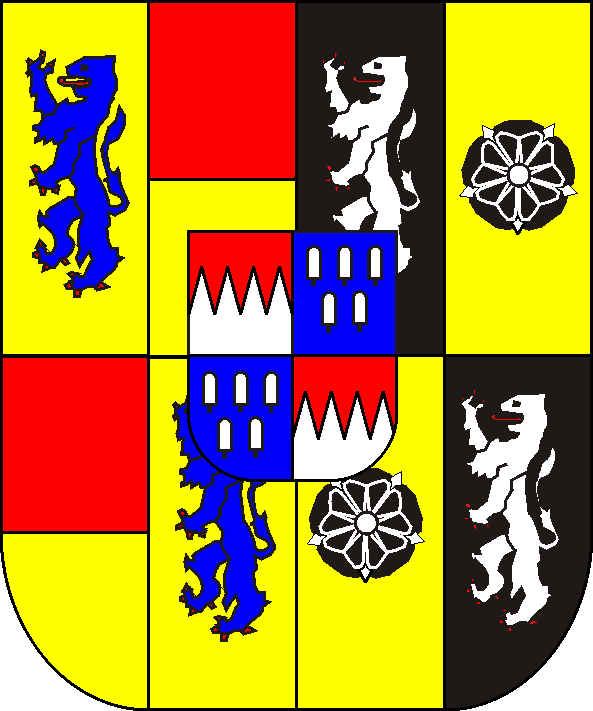
Solms-Rödelheim-Assenheim
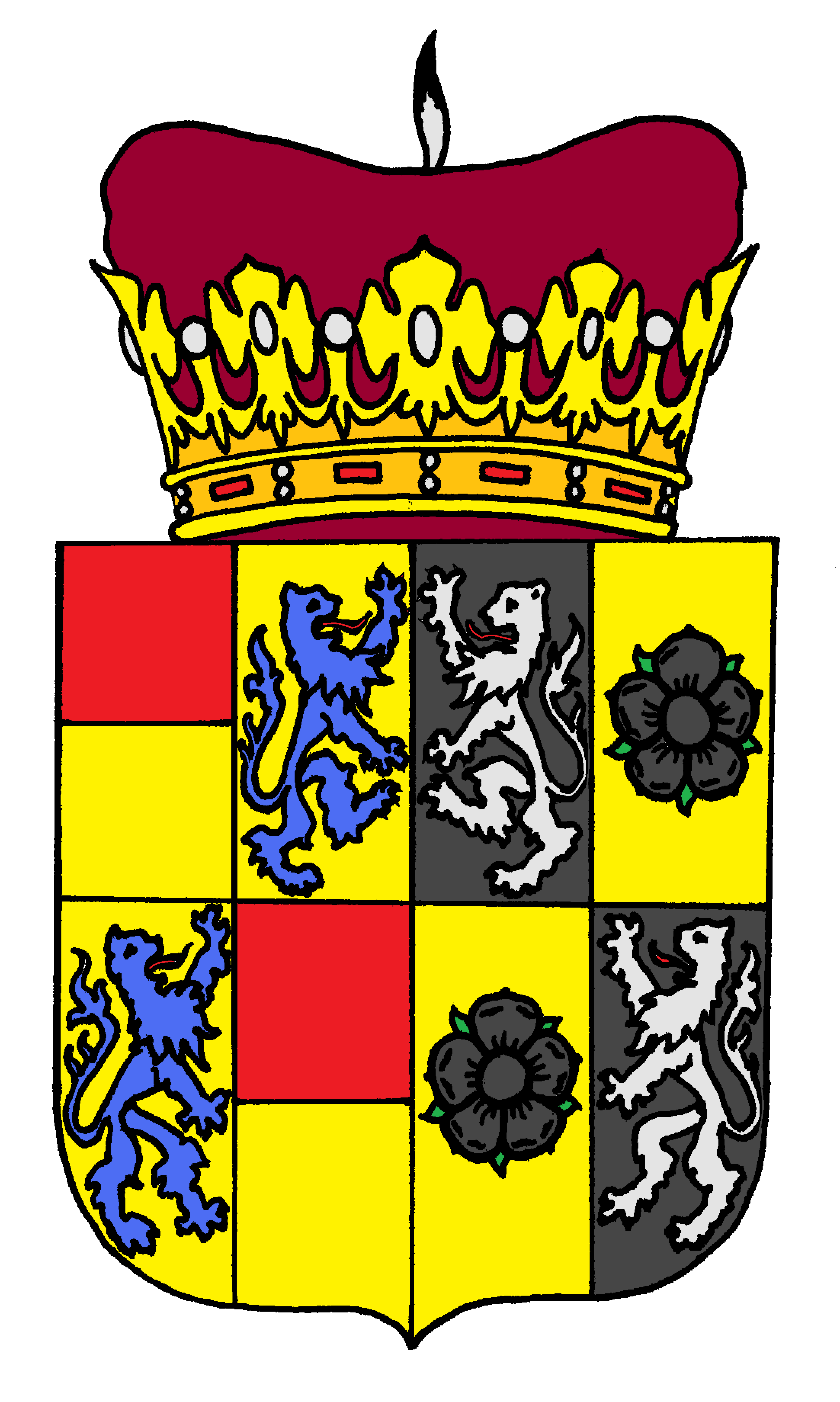
Solms-Wildenfels und Solms-Baruth

## Persönlichkeiten aus dem Haus Solms
- Konrad von Solms, Deutschordenskomtur der Ballei Elsaß-Lothringen 1242 und Hessen 1248, 1283 Ordensmarschall in Akkon
- Arnold von Solms, Bischof von Bamberg (1286–1296)
- Lisa von Solms (1312–1409), Äbtissin im Stift Nottuln
- Otto von Solms († 1359), Domherr zu Münster
- Simon von Solms (Domherr, † 1384), Domherr in Münster
- Simon von Solms (Domherr, † 1398), Domherr in Münster, Domdechant in Köln
- Heinrich von Solms († 1407), Dompropst in Münster
- Reinhard zu Solms-Lich (1491–1562), Generalfeldmarschall und Festungsbauer unter Kaiser Karl V.
- Friedrich Magnus I. zu Solms-Laubach (1521–1561), Erster Graf zu Solms-Laubach, führte die Reformation in Laubach ein.
- Eberhard zu Solms-Lich (1530–1600), Landdrost des Herzogtums Westfalen
- Johann Albrecht I. zu Solms-Braunfels (1563–1623), Großhofmeister und engster Berater der Kurfürsten Friedrich IV. und Friedrich V. von der Pfalz (sog. böhmischer Winterkönig)
- Wilhelm I. zu Solms-Greifenstein (1570–1635), Regent der Grafschaft Solms-Greifenstein
- Friedrich zu Solms-Rödelheim (1574–1649), Oberst und Söldner der Hansestädte
- Heinrich Wilhelm von Solms-Laubach (1583–1632), General im Dreißigjährigen Krieg
- Philipp Reinhard I. zu Solms-Hohensolms-Lich (1593–1635), Akteur im Dreißigjährigen Krieg
- Amalie zu Solms-Braunfels (1602–1675), Ehefrau und Beraterin des Statthalter der Niederlande Friedrich Heinrich von Oranien
- Johann August von Solms-Rödelheim (1623–1680), Regent zu Rödelheim und Assenheim
- Heinrich Trajektin zu Solms-Braunfels (1638–1693), General der englisch-niederländischen Fußtruppen in der Glorious Revolution von 1688
- Georg Ludwig zu Solms-Rödelheim (1664–1716), kurbrandenburgischer Generalmajor
- Heinrich Wilhelm zu Solms-Wildenfels-Laubach (1675–1741), preußischer Generalmajor
- Friedrich Ludwig zu Solms-Wildenfels und Tecklenburg (1708–1789), russischer Offizier und kursächsischer Staatsmann
- Friedrich Christoph zu Solms-Wildenfels (1712–1792), kursächsischer General der Infanterie
- Friedrich Magnus I. zu Solms-Wildenfels (1743–1801), deutscher Reichsgraf, Besitzer der Herrschaft Wildenfels und Mitglied der Sächsischen Landstände
- Friedrich Magnus II. zu Solms-Wildenfels (1777–1857), Besitzer der Herrschaft Wildenfels und Mitglied des Sächsischen Landtags
- Friedrich Magnus III. zu Solms-Wildenfels (1811–1883), Besitzer der Herrschaft Wildenfels und Mitglied des Sächsischen Landtags
- Friedrich Magnus IV. zu Solms-Wildenfels (1847–1910), Besitzer der Herrschaft Wildenfels und Mitglied des Sächsischen Landtags
- Friedrich Magnus V. zu Solms-Wildenfels (1886–1945), Besitzer der Herrschaft Wildenfels und Mitglied des Sächsischen Landtags
- Wilhelm Christian Karl zu Solms-Braunfels (1759–1837), dritter Fürst zu Solms-Braunfels, preußischer Generalmajor und hessischer Abgeordneter
- Friedrich zu Solms-Laubach (1769–1822), Oberpräsident der preußischen Provinz Jülich-Kleve-Berg
- Friedrich Wilhelm zu Solms-Braunfels (1770–1814), preußischer Generalmajor
- Wilhelm zu Solms-Sonnenwalde (1787–1859), preußischer Standesherr und Politiker
- Friedrich zu Solms-Baruth (1795–1879), preußischer Standesherr zu Baruth (Mark), Golßen und Kasel-Golzig
- Wilhelm zu Solms-Braunfels (1801–1868), preußischer Generalleutnant
- Ludwig zu Solms-Hohensolms-Lich (1805–1880), Politiker im Großherzogtum Hessen und Preußen
- Alexander zu Solms-Braunfels (1807–1867), preußischer Generalmajor
- Ottilie zu Solms-Braunfels (1807–1884), Fürstin und Gründerin der Ottilienstiftung
- Carl zu Solms-Braunfels (1812–1875), 1844/45 Generalkommissar des „Verein zum Schutze deutscher Einwanderer in Texas“, Gründer der texanischen Städte New Braunfels sowie Indianola
- Theodor zu Solms-Sonnenwalde (1814–1890), Politiker, Standesherr zu Sonnewalde und Pouch
- Friedrich I. zu Solms-Baruth (1821–1904), Politiker und Standesherr
- Karl August zu Solms-Wildenfels (1823–1918), Generalleutnant
- Peter zu Solms-Sonnenwalde (1840–1922), Standesherr zu Sonnewalde, Pouch, Wurschen
- Hermann zu Solms-Laubach (1842–1915), Botaniker
- Otto zu Solms-Sonnenwalde (1845–1886), Abgeordneter, Offizier
- Friedrich II. zu Solms-Baruth (1853–1920), Oberstkämmerer, Politiker, Standesherr
- Eleonore zu Solms-Hohensolms-Lich (1871–1937), Ehefrau von Großherzog Ernst Ludwig von Hessen
- Friedrich Hermann zu Solms-Baruth (1886–1951), Widerstandskämpfer des 20. Juli 1944
- Max Graf zu Solms-Rödelheim (1893–1968), Soziologe
- Bernhard Bruno Graf zu Solms-Laubach (1900–1938), Theaterintendant und hessischer Landtagsabgeordneter
- Max Ernst Graf zu Solms-Rödelheim (1910–1993), Soziologe
- Wilhelm Solms-Rödelheim (1914–1996), österreichischer Psychiater und Psychoanalytiker
- Feodora Gräfin zu Solms-Baruth (1920–2006), Leichtathletin
- Ingrid Gräfin zu Solms-Wildenfels (* 1933), geb. Gross, Präsidentin der Steuben-Schurz-Gesellschaft
- Dorothea Gräfin Razumovsky geb. Prinzessin zu Solms-Hohensolms-Lich (1935–2014), Publizistin
- Wilhelm Solms (1937–2024), geboren als Wilhelm Prinz zu Solms-Hohensolms-Lich, Germanist
- Gisela zu Solms-Wildenfels (* 1940), Autorin
- Hermann Otto Solms (* 1940), geboren als Herrmann Otto Prinz zu Solms-Hohensolms-Lich, Politiker (FDP)

## Burgen und Schlösser
- Kloster Altenberg: Grablege des Hauses Solms, ab 1802 im Besitz der Fürsten zu Solms-Braunfels
- Kloster Arnsburg: Ehemaliges Zisterzienserkloster (1174 bis 1803), danach bis heute im Besitz der Grafen zu Solms-Laubach; barocke Teile als Schloss genutzt.
- Schloss Assenheim: 1924 bis 1932 war es Sitz des von Max Graf zu Solms begründeten und als Mäzen unterhaltenen „Forscherheims Assenheim“, eines der ersten deutschen Gelehrtenkollegs.
- Schloss Baruth, Niederlausitz
- Schloss Braunfels: Stammschloss der Solmser. Zahlreiche Umbauten über 700 Jahre hinweg, zuletzt neoromanisch mit zahlreichen Türmen umgebaut (1880). Gotische Schlosskirche (14. Jh.)
- Burgsolms: einstiger Stammsitz
- Butzbach: Solmser Schloss
- Schloss Golßen, Niederlausitz (Nebensitz zu Baruth)
- Burg Greifenstein: Eine der bedeutendsten Festungen der Renaissance, heute Ruine. Deutsches Glockenmuseum.
- Burg Alt-Hohensolms: Abgegangene Höhenburg, Aussichtsturm an Stelle der ehem. Kernburg. Ringwälle erhalten.
- Burg Hohensolms: Großes Barockschloss und Ruinen, aus mittelalterlicher Höhenburg hervorgegangen. Ehem. Residenz der Linie Solms-Hohensolms.
- Schloss Hungen: Dreiflügliges Renaissance-Schloss
- Burg Königsberg: Schlossartiges Villengebäude des frühen 20. Jahrhunderts an Stelle einer mittelalterlichen Höhenburg. Reste der Vorgängeranlage erhalten.
- Schloss Laubach: Aus mittelalterlicher Wasserburg hervorgegangen, Renaissance- und Barockerweiterungen.
- Schloss Lich: Aus mittelalterlicher Wasserburg hervorgegangene Vierflügelanlage der Spätrenaissance.
- Burgruine Münzenberg: Burganlage mit zwei Bergfrieden.
- Schloss Pouch mit separatem rundem Bergfried der ehemaligen Burg Pouch, Landkreis Anhalt-Bitterfeld
- Schloss Rödelheim, heute Solmspark in Frankfurt-Rödelheim: Auf der Nidda-Insel gelegen, entstand er aus einem klassischen Landschaftspark, der im Jahr 1879 um das damalige Schloss des Grafen von Solms-Rödelheim angelegt wurde. Das Schloss wurde im Zweiten Weltkrieg schwer beschädigt und später vollständig abgetragen. Der Heimat- und Geschichtsverein Frankfurt-Rödelheim hat im Jahre 2008 Teile der Grundmauern im Schlosspark Rödelheim wieder sichtbar gemacht, ein Modell des Schlosses und eine Informationstafel aufgestellt.[7]
- Schloss Rösa, Landkreis Anhalt-Bitterfeld
- Schloss Sonnewalde, Niederlausitz
- Schloss Weldam, Niederlande (seit 1914 Solms-Sonnenwalde)
- Schloss Werdorf. Witwensitz: Kleines Barockschlösschen.
- Schloss Wildenfels in Wildenfels, Kreis Zwickau
- Schloss Wurschen, Oberlausitz, 1997 zurückerworben

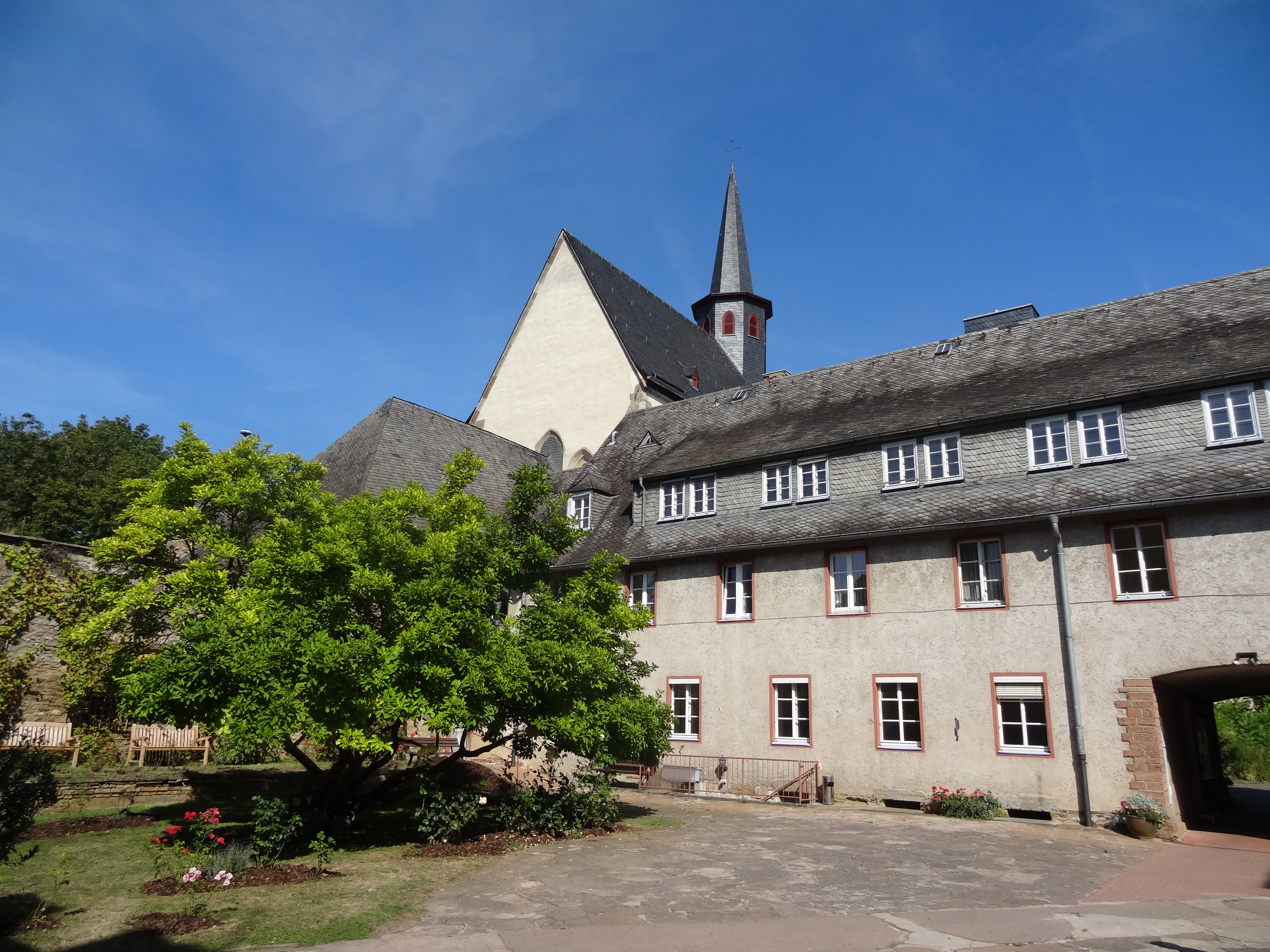
Kloster Altenberg an der Lahn
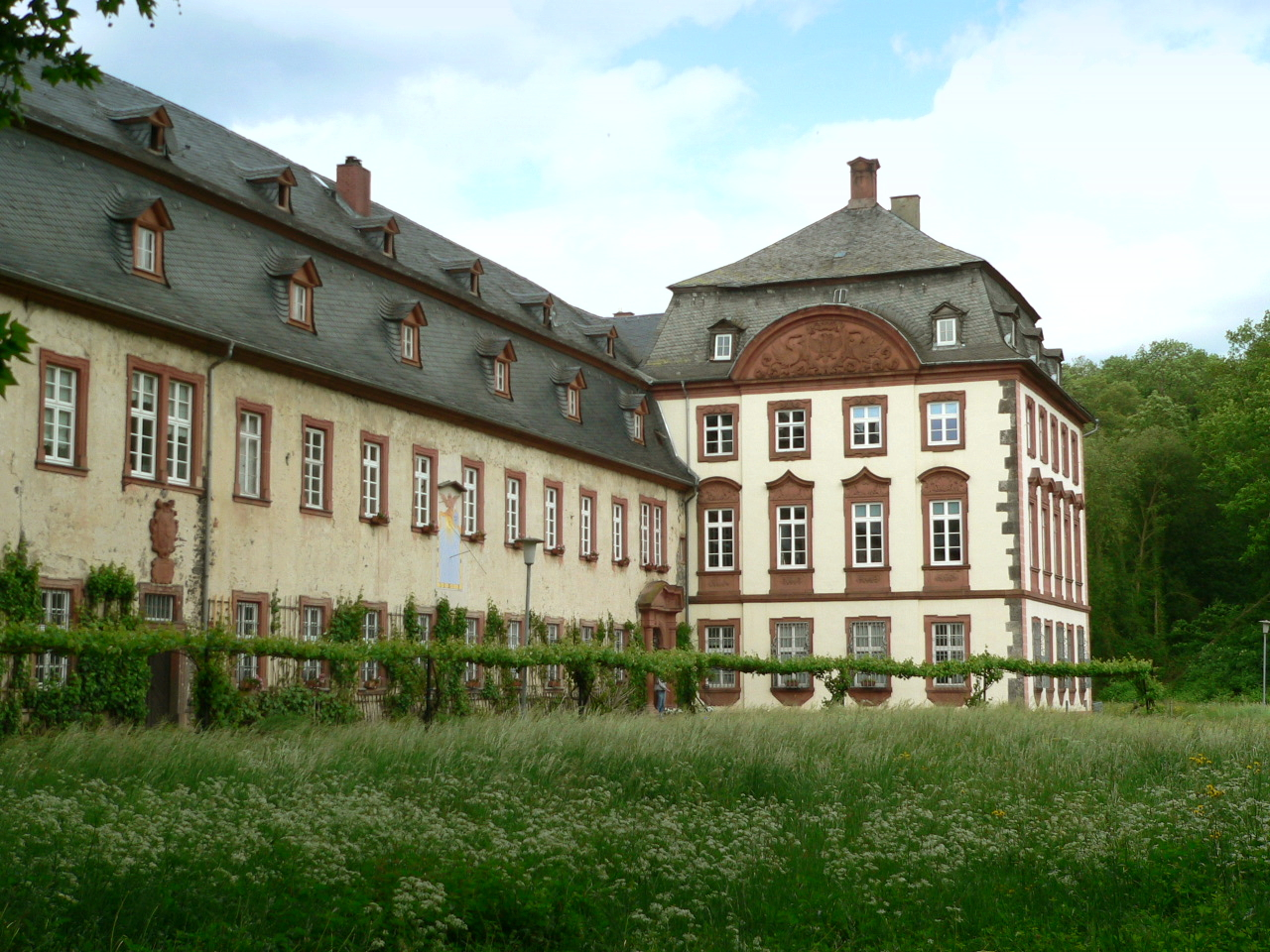
Kloster Arnsburg bei Lich
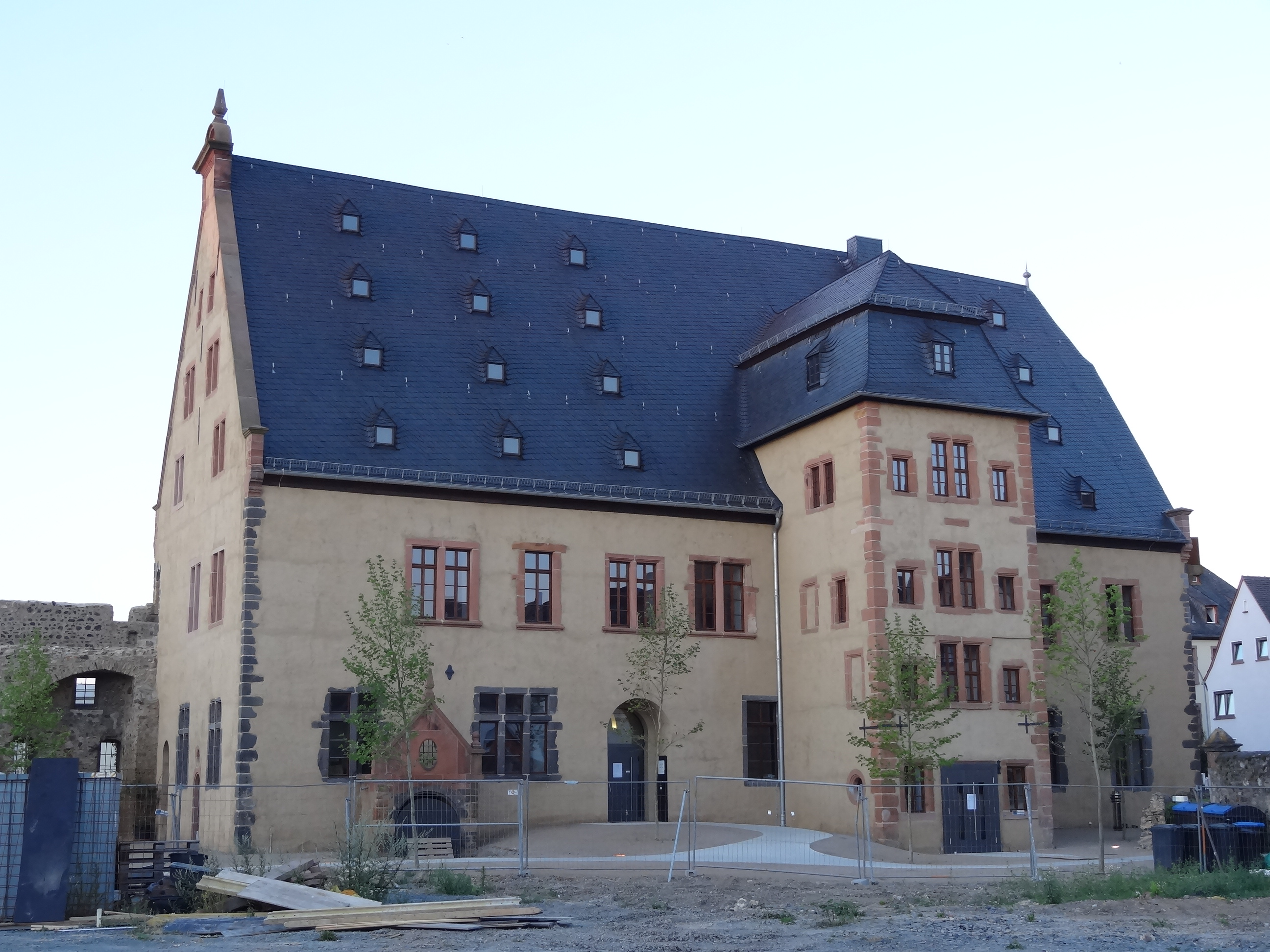
Solmser Schloss in Butzbach, Wetterau
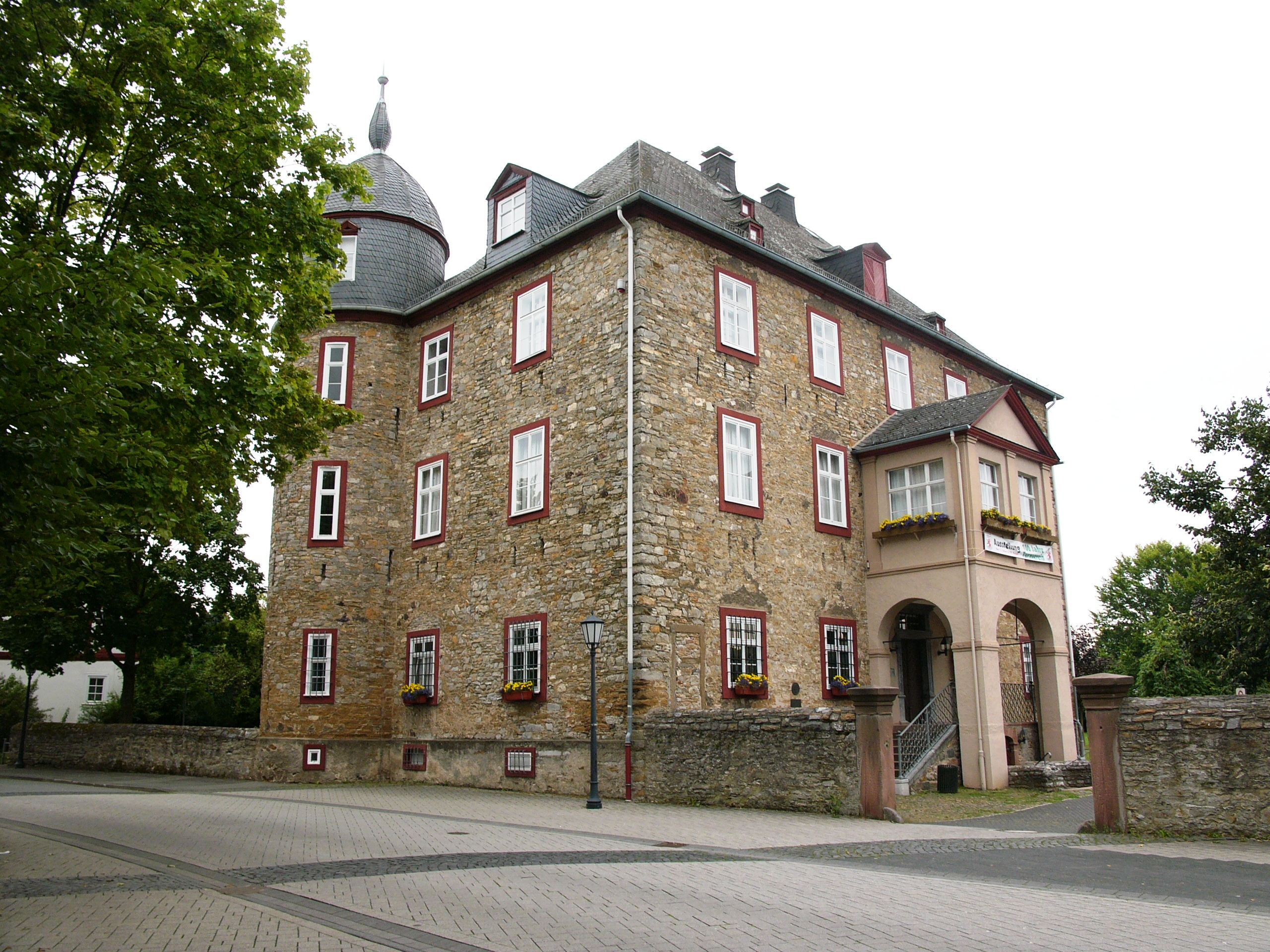
Schloss Werdorf, Lahn-Dill-Kreis
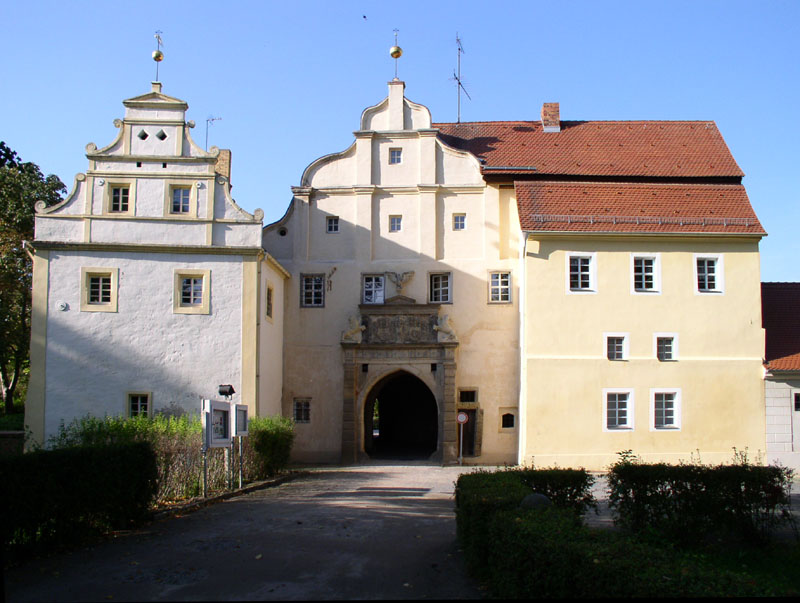
Vorderschloss Sonnewalde, Niederlausitz
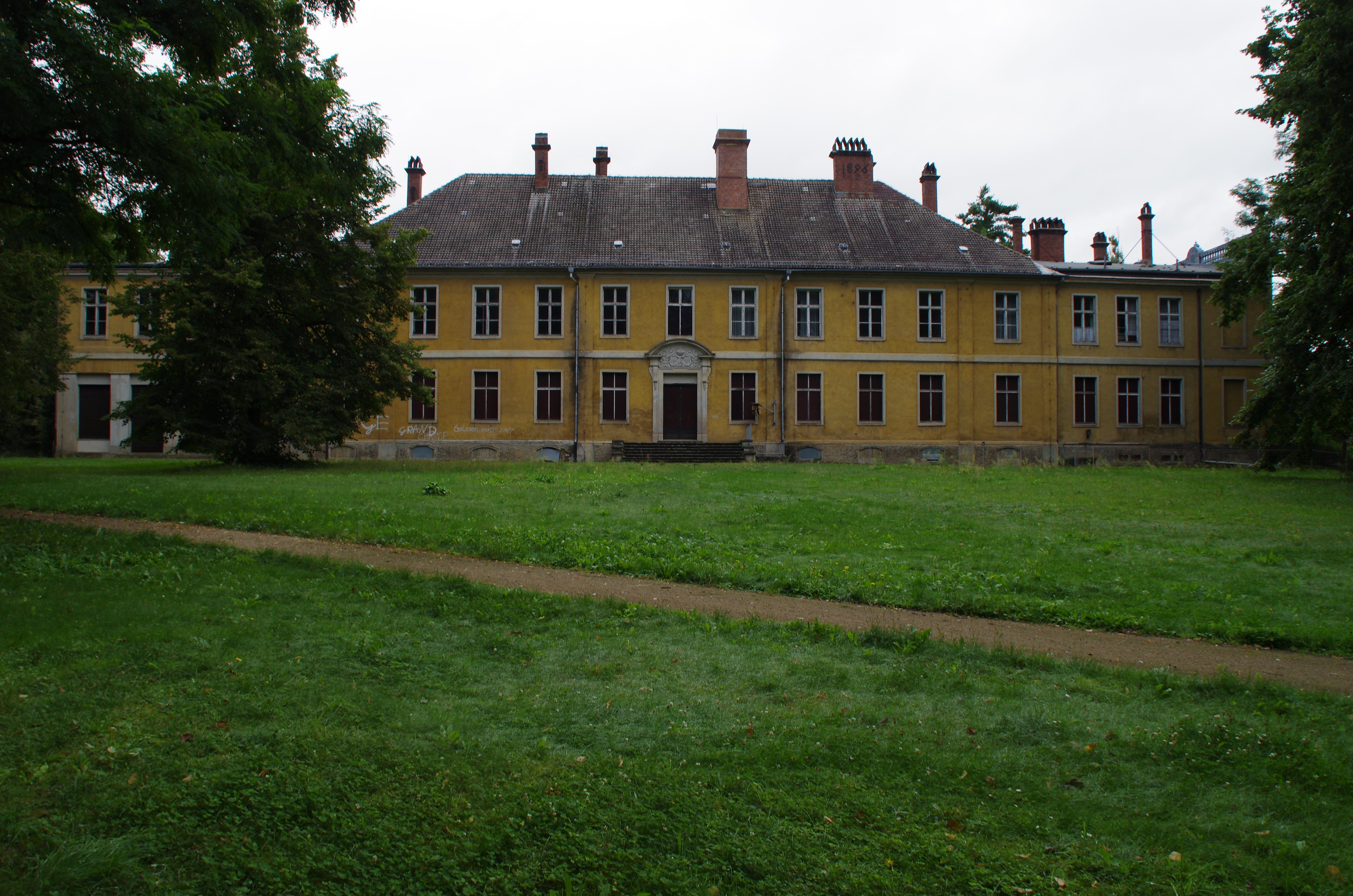
Schloss Schloss Golßen, Niederlausitz
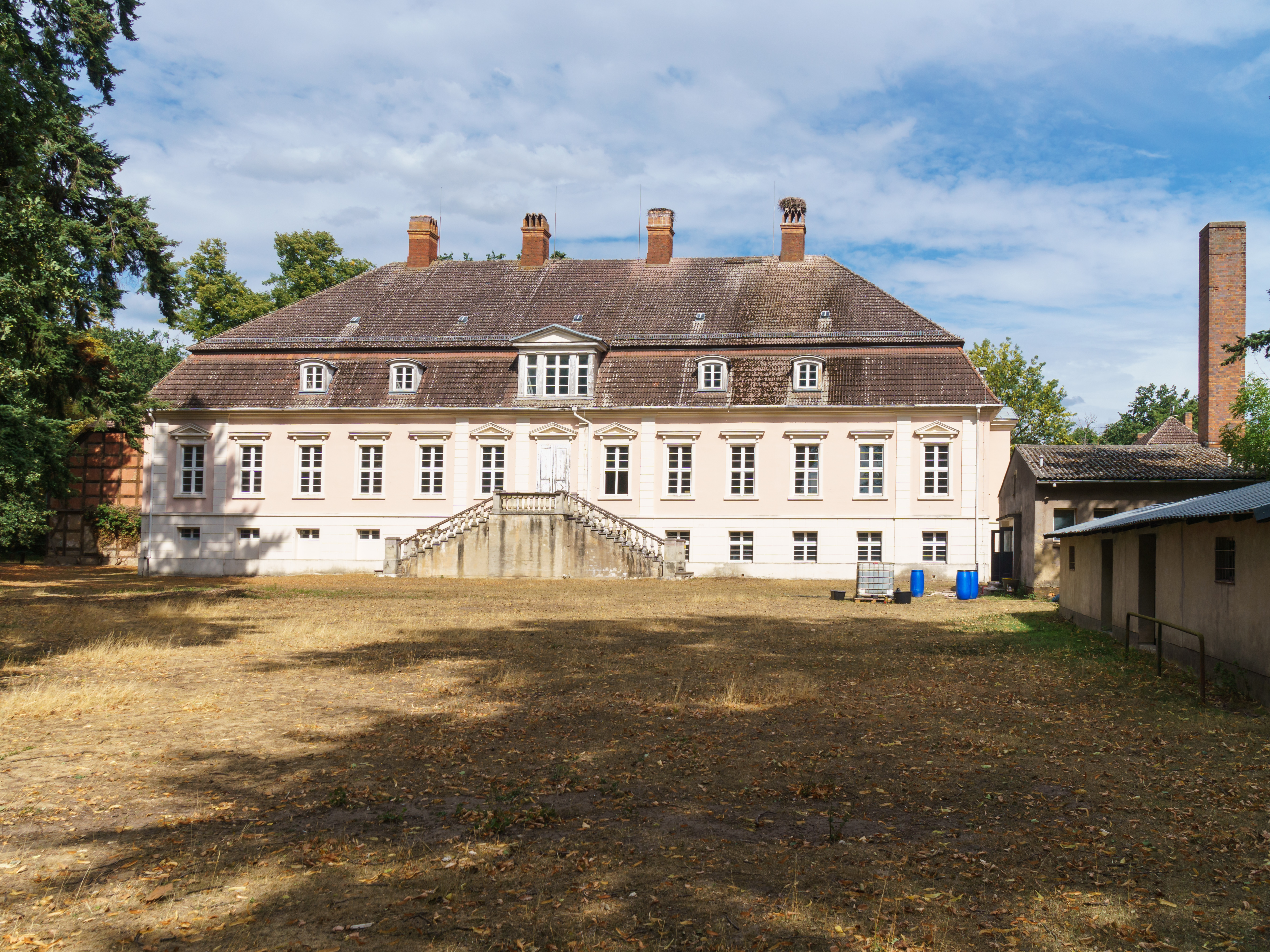
Herrenhaus Kasel (Casel), Niederlausitz
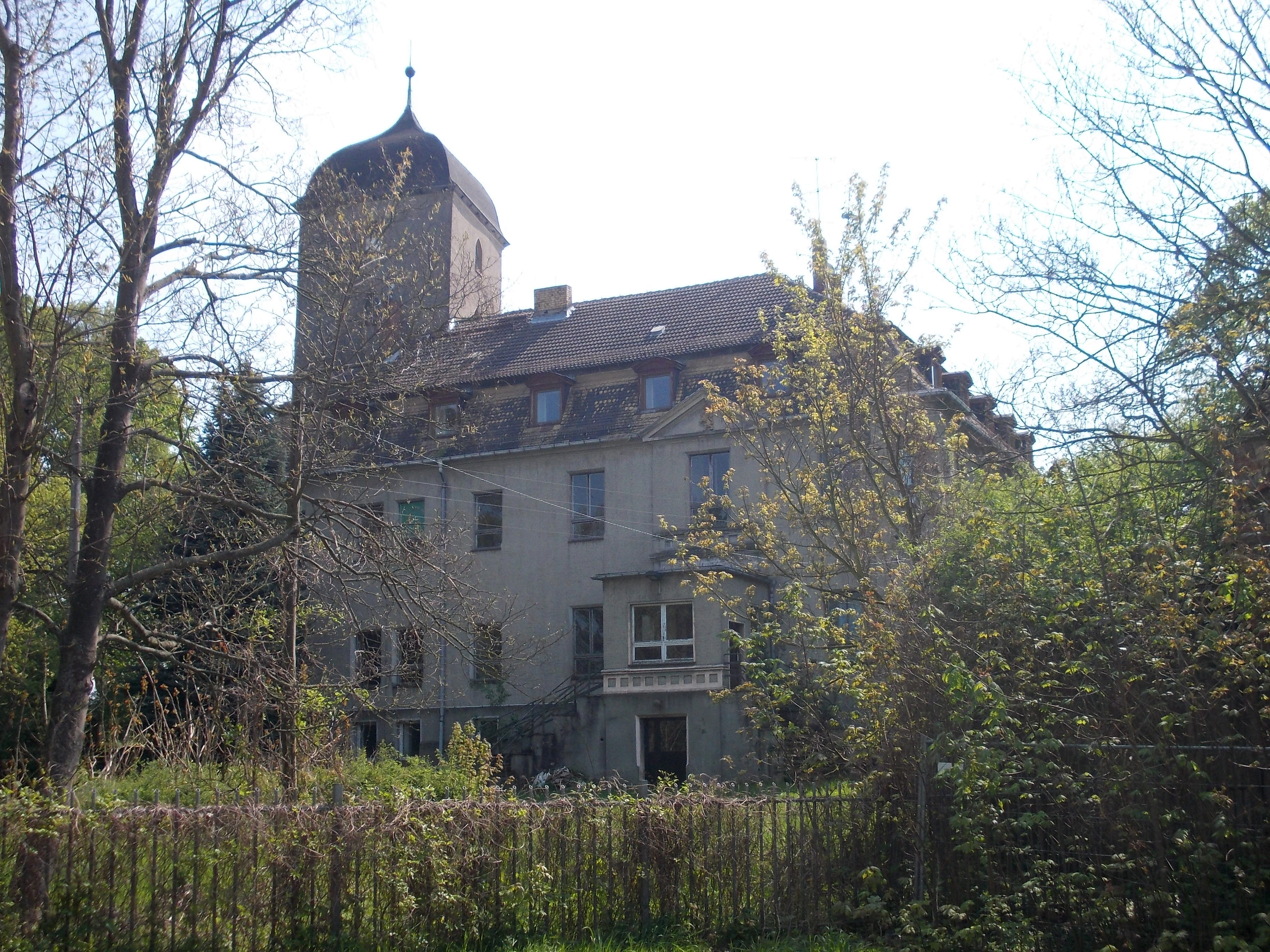
Schloss Pouch, Landkreis Anhalt-Bitterfeld
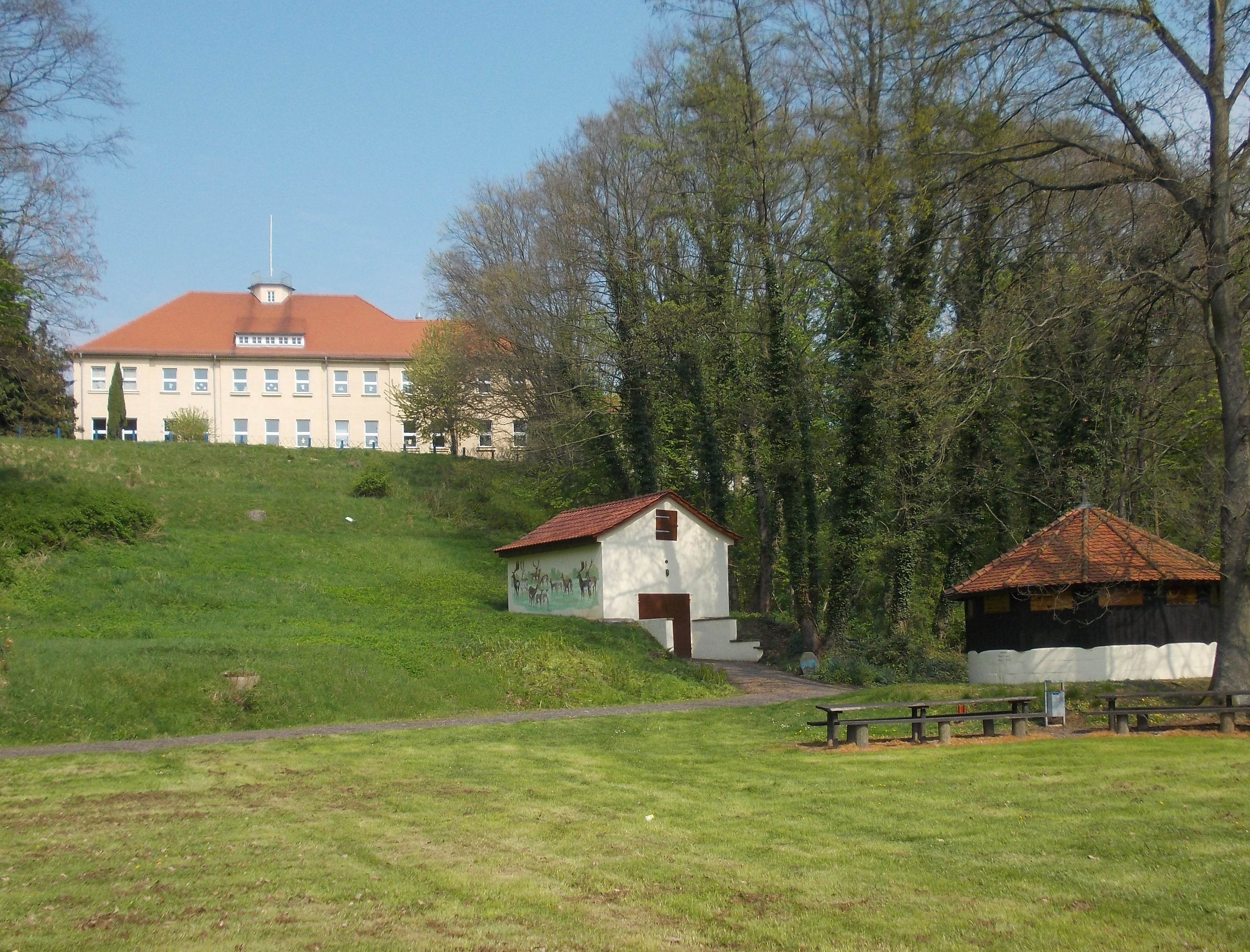
Schloss Rösa, Landkreis Anhalt-Bitterfeld